# 塞维利亚
塞維利亞（[seˈβiʎa] ⓘ）是西班牙第四大城市（仅次于马德里、巴塞罗那和瓦伦西亚），欧盟第26大城市，也是西班牙安達魯西亞自治區和塞維利亞省的首府。该市2021年人口681,998人，是西班牙南部的艺术、文化与金融中心。塞维利亚大都市区由46个市镇组成，总面积4905.04平方公里，2016年总人口1,535,379人。瓜達爾基維爾河從市中穿流而過。塞维利亚拥有王宫，与马德里、巴塞罗那和帕尔马是西班牙王室是拥有官方住所的四个城市。
塞维利亚老城区面积为3.9平方公里，是西班牙最大的老城区，也是欧洲第六大，仅次于罗马（14.6平方公里）、那不勒斯（10.3平方公里）、威尼斯（7.6平方公里）、佛罗伦萨（5.5平方公里）和热那亚（4.1平方公里）。塞维利亚是欧洲编目古迹最多的城市之一。它的历史中心是西班牙最大的中心城区之一（请注意仅包括工业革命前历史区的老城区和包括后来体育场的历史中心之间的区别）。
古市區仍保留著幾個世紀前摩爾人式建築。塞維利亞曾是一個重要港口，西班牙船隊從新大陸運來大批黃金、白銀，經塞維利亞轉運往歐洲各地。市中那座聳立在瓜達爾基維爾河畔的十二等邊形黃金塔是於1221年建造的，古時外壁曾鋪上金磚，顯示當時塞維利亞的繁榮。塞維利亞舉辦過1992年的世界博览会。瓜達爾基維爾河上的一座圣地亚哥·卡拉特拉瓦設計的阿拉米略橋便是為此而建。
塞维利亚西班牙唯一一个有港口的内陆城市，距离大西洋约90公里，因为瓜达尔基维尔河可从其在桑卢卡尔-德巴拉梅达的河口通航到该市，尽管它们进入的船只的大小受到一个最大吃水8.5米的水闸的限制，而百年环桥将空气吃水限制在42米。
塞维利亚拥有发达的公路和铁路运输网络以及国际机场。它强调了航空工业和军事工业在该市的历史存在。
2014年，在拉卡尔图哈岛建造了塞维利亚塔摩天大楼，由于其可能的视觉影响，该摩天大楼受到争议。同年，塞维利亚水族馆在德利西亚斯码头建造。水族馆主题之旅的一部分灵感来自麦哲伦-埃尔卡诺探险队，纪念第一次环游世界。

## 城市标志

### 地名语源
根据16世纪历史学家的假说，古代腓尼基人在北非的分支迦太基人征服了伊比利亚半岛西南部的塔尔提索斯，他们将这里命名为“Hisbaal”，意指他们崇拜的神灵巴力。
根据另一些学者的说法，它的古代名为“Spal”，在腓尼基语中意为平坦的土地。它和现在希伯来语的（转写：Shfela）和阿拉伯语的（转写：Asfal）同源。
在古罗马时代，它先后被称作和。在穆斯林统治时代，摩尔人将其转译作（转写：Ishbiliya）。其中pa变为了bi，因为当时的古安达卢西亚阿拉伯语方言中存在Imāla元音位移现象。

### 座右铭
塞维利亚市的座右铭（格言）是“NO8DO”。中间的8字形代表一卷纱线团，西班牙语称作。这其实是画谜，如果在读“no-madeja-do”时发生元音溶合，就变成了“no me ha dejado”（[no ma ðeˈxaðo]），即“她（塞维利亚）并没有抛弃我”。根据传说，这句格言是当时居住在塞维利亚王宫的卡斯蒂利亞国王阿方索十世授予塞维利亚的。13世纪末，他的儿子，即后来的桑喬四世企图篡夺他的王位时，阿方索十世得到了塞维利亚市民的支持。
这个标志出现在塞维利亚的市旗和市徽上，它还出现在该市的市政厅等建筑，甚至是井盖上。

### 市旗和市徽
塞维利亚市旗为矩形，长宽比为例3：2，底面为緋紅色，中央是金色座右铭图案。它于1995年3月14日通过法令正式颁布。
塞维利亚市徽在13世纪便开始启用，上面绘有3个人物，位于中间的是国王費爾南多三世，两边的是圣依西多禄主教和圣利安德主教。

## 地理
塞维利亚市位于塞维利亚省，属于安达卢西亚自治区，伊比利亚半岛南部，瓜达尔基维尔河左岸；然而，它的特里亚纳社区和洛斯雷梅迪奥斯占据了这条通航河流的右侧，这条河流将这座城市变成了一个河港。塞维利亚周围有丰富的洼地，还有乡村和沼泽地地区以及两个高地，组成了阿尔哈拉菲地区，由于西面是塞维利亚的住宅扩张区，东面是洛斯阿尔科雷斯，因此与该市密切相关。
塞维利亚市总面积140.8平方公里，见国家地形图第984、985和1002页。北部与拉林科纳达、拉尔加瓦和桑蒂蓬塞接壤；东部有卡莫纳和瓜代拉堡；南部有两姊妹镇和赫尔韦斯，西部有圣胡安德亚斯纳尔法拉切，托马雷斯和卡马斯。

### 地形

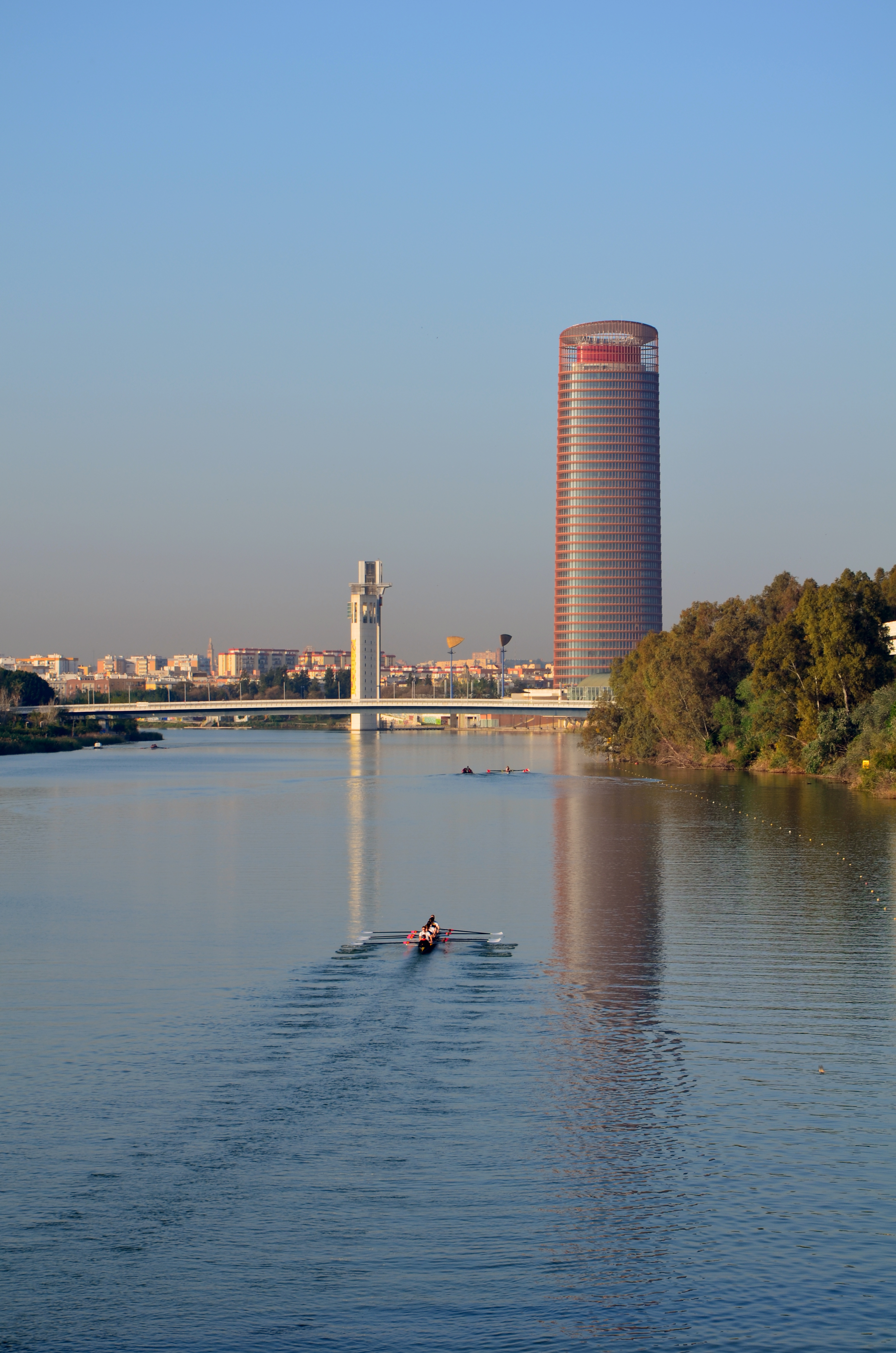
瓜达尔基维尔河，远处可以看到塞维利亚塔（右）和辛德勒塔观测台（左）

该市位于瓜达尔基维尔河的冲积平原上。因此，该市地势非常平坦，海拔较低，平均海拔7米。最高海拔点位于该市东部人行道上，约72米；另一方面，尽管塞维利亚不是一个沿海城市，但流经该市的瓜达尔基维尔河和阿方索十三世运河的最后一段几乎与海平面齐平。市中心海拔约为11米。
瓜达尔基维尔河穿过塞维利亚西侧，其整个省份都位于该河流域。它被淹没在瓜达尔基维尔山谷的中心，瓜达尔基维尔山谷是该盆地划分的三个岩性单元之一，是这条河流进入现有沼泽地区直到河口之前形成的最后一条弯道之一。
瓜达尔基维尔河是安达卢西亚最长的河流，也是伊比利亚半岛的第五长河流，全长657公里。它可以通过一条长约90公里的主干道航行，从桑卢卡尔-德巴拉梅达（加的斯）的大西洋河口到西班牙唯一的河港塞维利亚。
塞维利亚的东部和东南部以及其左岸属于瓜达尔基维尔河流域的另外三条支流。其中最重要的是瓜代拉河，发源于加的斯的波索-阿玛戈山脉，流经市镇区域的东南端，最终流入塞维利亚市中心下游20公里的瓜达尔基维尔河。另外加上塔加雷特河和塔玛基略河形成了该市的水文网络。

### 气候
塞维利亚的气候是典型的地中海气候（Csa型），降雨量多变，夏季干燥炎热，冬季温和，往往多雨，占全年降雨量的一半以上。根据柯本气候分类，它对应于Csa气候。年平均气温为19.2°C，是欧洲大陆最高的。1月是最冷的月份，平均气温为11.0°C；7月是最热的月份，平均气温为28.2摄氏度。每年有几次温度会超过40摄氏度。由于其夏季平均气温，它是西班牙最热的省会城市。
年平均降雨量为538.8毫米，集中在10月至4月之间；12月是雨最多的月份，有99毫米。平均每年有51天的降雨，2918小时的光照和3天的霜冻。
| 塞維利亞機場1981-2010年               | 塞維利亞機場1981-2010年 | 塞維利亞機場1981-2010年 | 塞維利亞機場1981-2010年 | 塞維利亞機場1981-2010年 | 塞維利亞機場1981-2010年 | 塞維利亞機場1981-2010年 | 塞維利亞機場1981-2010年 | 塞維利亞機場1981-2010年 | 塞維利亞機場1981-2010年 | 塞維利亞機場1981-2010年 | 塞維利亞機場1981-2010年 | 塞維利亞機場1981-2010年 | 塞維利亞機場1981-2010年 |
| 月份                                  | 1月                     | 2月                     | 3月                     | 4月                     | 5月                     | 6月                     | 7月                     | 8月                     | 9月                     | 10月                    | 11月                    | 12月                    | 全年                    |
| ------------------------------------- | ----------------------- | ----------------------- | ----------------------- | ----------------------- | ----------------------- | ----------------------- | ----------------------- | ----------------------- | ----------------------- | ----------------------- | ----------------------- | ----------------------- | ----------------------- |
| 历史最高温 °C（°F）                   | 25.3 (77.5)             | 28.0 (82.4)             | 32.9 (91.2)             | 35.4 (95.7)             | 41.0 (105.8)            | 45.2 (113.4)            | 46.6 (115.9)            | 47.2 (117.0)            | 44.8 (112.6)            | 36.6 (97.9)             | 31.2 (88.2)             | 26.1 (79.0)             | 47.2 (117.0)            |
| 平均最高温 °C（°F）                   | 17.9 (64.2)             | 22.1 (71.8)             | 26.2 (79.2)             | 26.7 (80.1)             | 31.3 (88.3)             | 35.3 (95.5)             | 38.5 (101.3)            | 37.8 (100.0)            | 35.1 (95.2)             | 29.5 (85.1)             | 24.5 (76.1)             | 17.6 (63.7)             | 39.0 (102.2)            |
| 平均高温 °C（°F）                     | 16.2 (61.2)             | 18.1 (64.6)             | 21.9 (71.4)             | 23.4 (74.1)             | 27.2 (81.0)             | 32.2 (90.0)             | 36.0 (96.8)             | 35.5 (95.9)             | 31.7 (89.1)             | 26.0 (78.8)             | 20.2 (68.4)             | 16.6 (61.9)             | 25.4 (77.7)             |
| 日均气温 °C（°F）                     | 11.0 (51.8)             | 12.5 (54.5)             | 15.6 (60.1)             | 17.3 (63.1)             | 20.7 (69.3)             | 25.1 (77.2)             | 28.2 (82.8)             | 27.9 (82.2)             | 25.0 (77.0)             | 20.2 (68.4)             | 15.1 (59.2)             | 11.9 (53.4)             | 19.2 (66.6)             |
| 平均低温 °C（°F）                     | 5.7 (42.3)              | 7.0 (44.6)              | 9.2 (48.6)              | 11.1 (52.0)             | 14.2 (57.6)             | 18.0 (64.4)             | 20.3 (68.5)             | 20.4 (68.7)             | 18.2 (64.8)             | 14.4 (57.9)             | 10.0 (50.0)             | 7.3 (45.1)              | 13.0 (55.4)             |
| 平均最低温 °C（°F）                   | 2.1 (35.8)              | 3.3 (37.9)              | 6.4 (43.5)              | 7.1 (44.8)              | 10.2 (50.4)             | 15.0 (59.0)             | 17.3 (63.1)             | 17.7 (63.9)             | 15.7 (60.3)             | 11.6 (52.9)             | 7.5 (45.5)              | 4.0 (39.2)              | 2.1 (35.8)              |
| 历史最低温 °C（°F）                   | −4.5 (23.9)             | −3.2 (26.2)             | −2.0 (28.4)             | 2.4 (36.3)              | 6.8 (44.2)              | 8.4 (47.1)              | 14.2 (57.6)             | 14.0 (57.2)             | 10.0 (50.0)             | 6.0 (42.8)              | 0.5 (32.9)              | −2.6 (27.3)             | −4.5 (23.9)             |
| 平均降水量 mm（）                     | 66 (2.6)                | 50 (2.0)                | 36 (1.4)                | 54 (2.1)                | 31 (1.2)                | 10 (0.4)                | 2 (0.1)                 | 5 (0.2)                 | 27 (1.1)                | 68 (2.7)                | 91 (3.6)                | 99 (3.9)                | 539 (21.2)              |
| 平均降水天数（≥ 1 mm）                | 6.1                     | 5.8                     | 4.3                     | 6.1                     | 3.7                     | 1.3                     | 0.2                     | 0.5                     | 2.4                     | 6.1                     | 6.4                     | 7.5                     | 50.5                    |
| 平均降雪天数                          | 0.0                     | 0.0                     | 0.0                     | 0.0                     | 0.0                     | 0.0                     | 0.0                     | 0.0                     | 0.0                     | 0.0                     | 0.0                     | 0.0                     | 0.0                     |
| 平均相對濕度（％）                    | 71                      | 67                      | 59                      | 57                      | 53                      | 48                      | 44                      | 48                      | 54                      | 62                      | 70                      | 74                      | 59                      |
| 月均日照時數                          | 183                     | 189                     | 220                     | 238                     | 293                     | 317                     | 354                     | 328                     | 244                     | 217                     | 181                     | 154                     | 2,918                   |
| 来源：Agencia Estatal de Meteorología |                         |                         |                         |                         |                         |                         |                         |                         |                         |                         |                         |                         |                         |

下雪在塞维利亚是一种罕见的现象。2010年1月10日，在经历了56年的无雪之后，塞维利亚有一些轻微的雪花落在地上，没有凝结，强度比1954年2月2日的前一次要低得多。
2003年8月1日，在热浪中，位于塞维利亚机场南部、废弃军事区附近的83910气象站（LEZL）记录了47°C的未经AEMET批准的记录。记录的最高温度为1946年8月6日在塞维利亚-塔布拉达记录的47.4°C。

### 污染问题
在塞维利亚，空气和噪音污染的主要问题是由于在其主要街道上行驶的大量车辆造成的问题，正如在该市和大都市地区的各个点位安装的空气控制和监测屏幕所表明的那样。塞维利亚市议会缺乏应对臭氧污染事件的应急计划，这使得敏感的人（儿童、哮喘患者、运动员）无法采取自我保护措施。安达卢西亚委员会环境局强调有必要减少塞维利亚的空气污染。
就其本身而言，参与环境保护的市镇警察绿线小组在2007年共采取了541项行动，其中310项（占总数的57%）是噪音投诉。

## 历史

### 早期历史

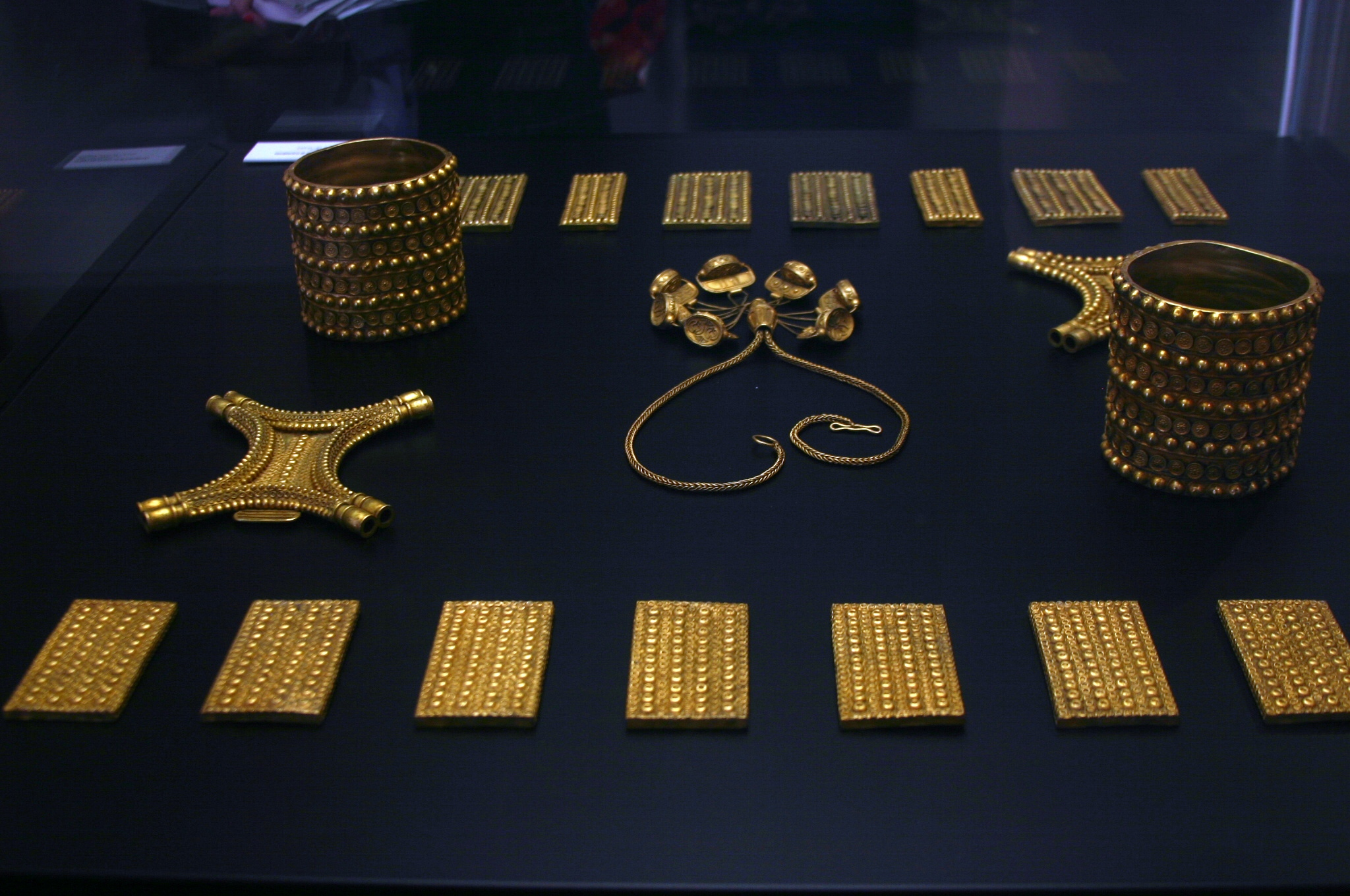
卡兰沃罗的财宝

这座城市最初的核心起源于瓜达尔基维尔河左岸的一个半岛，该定居点的最初名称可能是希斯巴尔（Hisbaal），指的是腓尼基文明万神殿中最重要的神之一巴尔。目前，历史学家对该遗址是由腓尼基人还是塔特人建造存在争议。对于腓尼基论点的捍卫者来说，塔尔提索斯不是一个特定的村庄名称，而是古希腊探索者给半岛西南部地区起的唯一名字。
罗马军队于公元前206年，即第二次布匿战争期间，在非洲征服者西庇阿将军的指挥下进入，击败了居住和保卫该地区的迦太基人。西庇阿决定在附近的意大利迦（现在的桑蒂蓬塞）建立罗马城镇，这里是罗马皇帝图拉真的出生地，也可能是哈德良和狄奥多西一世大帝的出生地。
根据塞维利亚西哥特大主教圣依西多禄的说法，在现在的塞维利亚市，尤利乌斯·恺撒建立了尤利娅·罗穆拉·希斯帕利斯殖民地，将该市的土著名称拉丁化，再以自己的名字加上尤利娅，以罗马的名字加上罗穆拉，这是罗马殖民地地名中的常见格式。根据历史学家安东尼奥·卡瓦洛斯·鲁菲诺的说法，罗马殖民地是由盖约·阿西尼奥·波利翁总督建立的。
公元前1世纪中叶，希斯帕利斯有城墙和广场，有港口商业活动，到公元1世纪中叶，它的城市扩张和部门的功能得到了巩固。随着帝国的重组，这座年轻的城市成为贝提卡四个辖区之一的首府，贝提卡是一个以科尔多瓦为省会的元首行省。在当前大理石街周围的地区，有罗马帝国时期的广场，特别是在高级帝国城市，重点是用于港口和商业活动的城市部门。
基督教很快就来到这座城市，在3世纪，圣胡斯塔和鲁菲娜姐妹（这座城市目前的守护神之一）因拒绝崇拜阿斯塔蒂而殉难。

### 中世纪

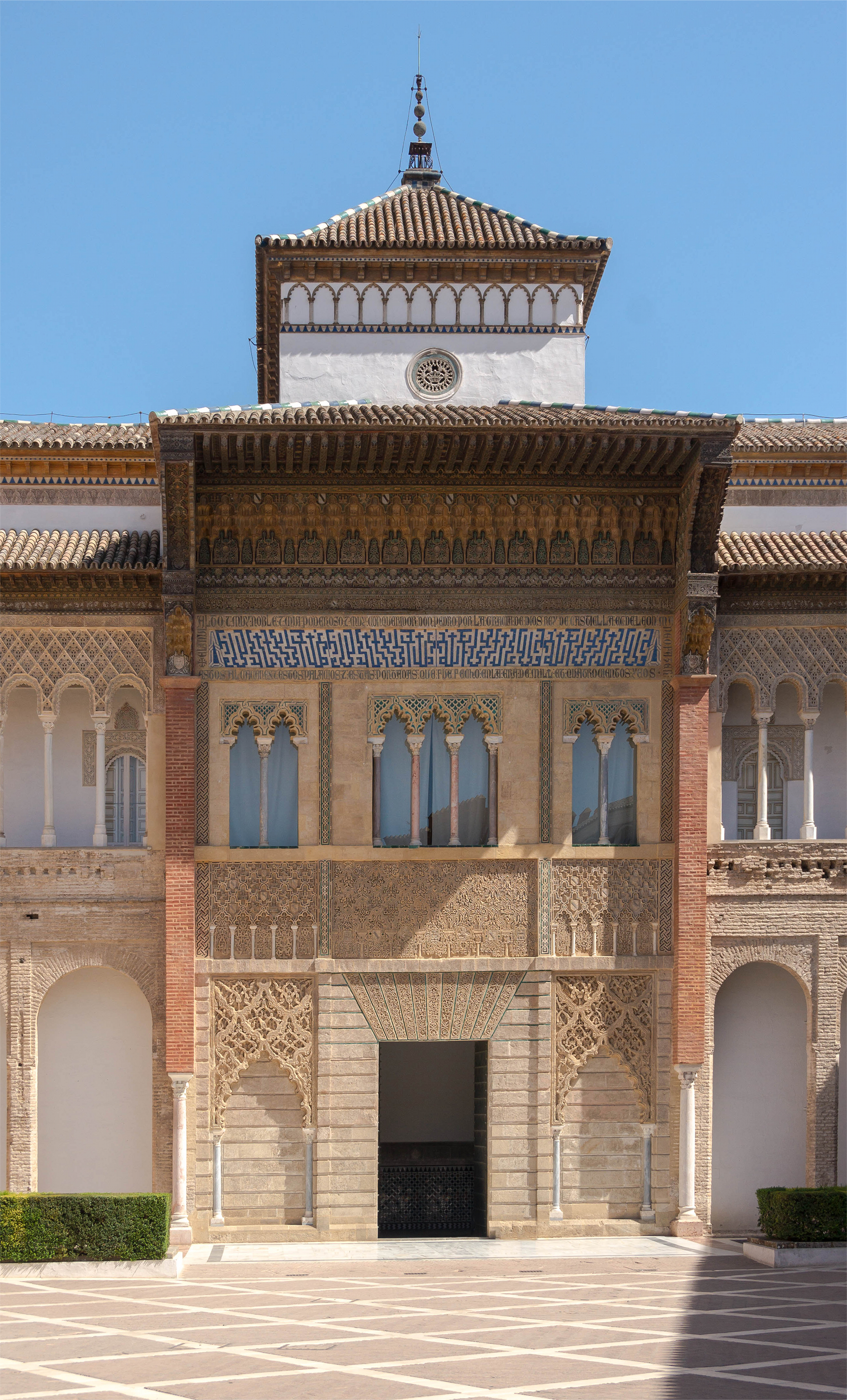
塞维利亚王宫中，佩德罗一世的宫殿

在西哥特王国时期，塞维利亚有时能保留法庭。在安达卢斯，在穆斯林入侵后，它首先是库拉（行政区划）的所在地，然后是泰法王国的首都，直到它成为安达卢斯-阿里莫哈德王朝的首都。844年，它被溯瓜达尔基维尔河而上的维京人洗劫一空，这导致科尔多瓦酋长国加强了他的防御系统，但在859年，维京人再次成功洗劫了城市。
1248年，塞维利亚加入基督教的卡斯蒂利亚王权，费尔南多三世统治下被重新征服，他是1252年第一个被埋葬在塞维利亚主教座堂的人。从那时起，由卡斯蒂利亚贵族重新定居的塞维利亚作为塞维利亚王国的首都，是在法院投票权的城市之一，并多次接待巡回法院。在中世纪晚期，这座城市、港口和活跃的热那亚商人殖民地在欧洲国际贸易中处于外围但重要的地位。在此期间，城市遭受了巨大的经济、人口和社会动荡，如1348年的黑死病或1391年的反犹太起义。

### 近代

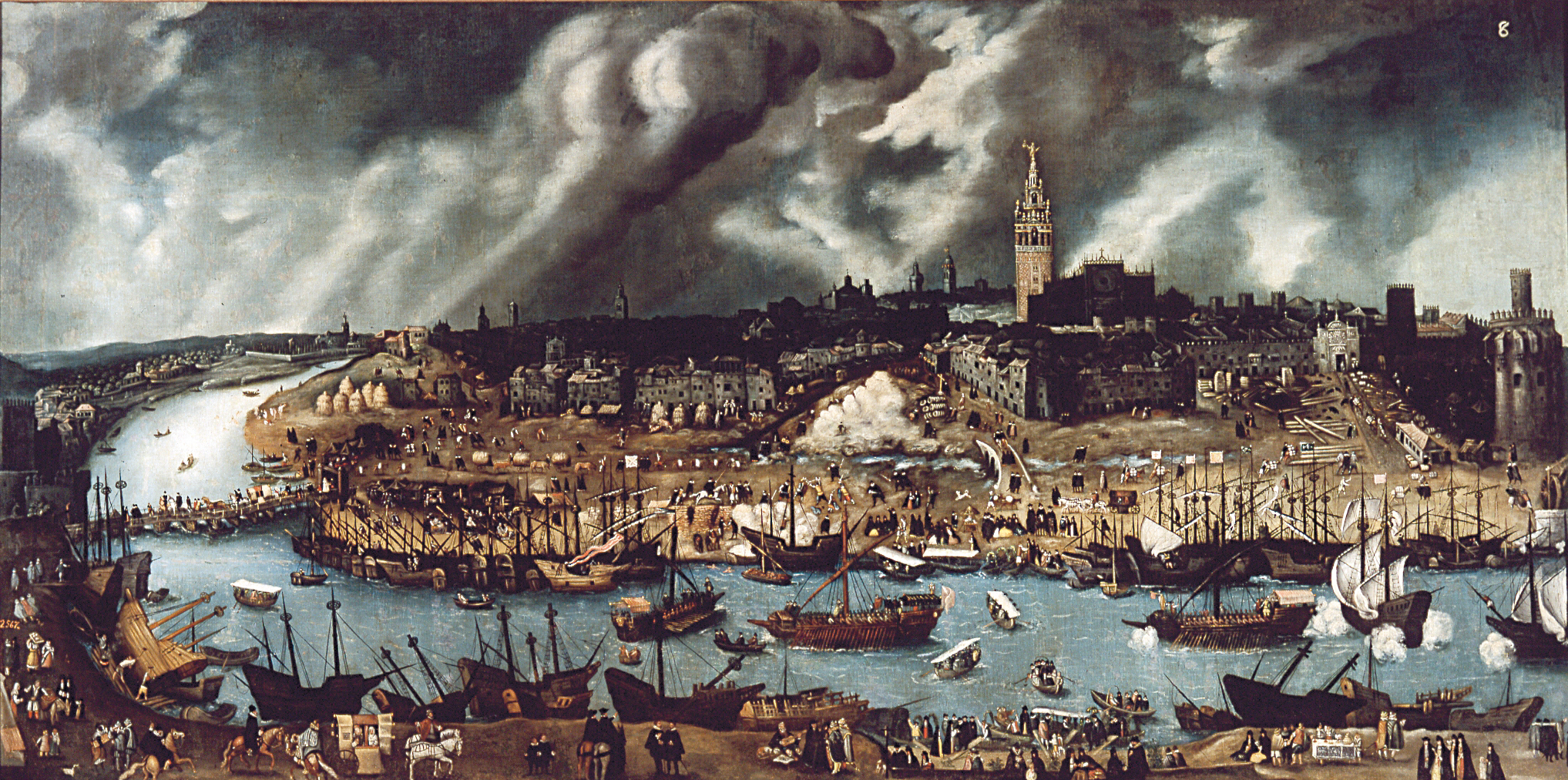
塞利维亚印度港的繁忙景象，16世纪

在收复失地运动之后，城市得以继续发展，修建了公共建筑包括一些教堂，大多是安达卢西亚的摩尔风格。1492年发现美洲后，塞维利亚成为西班牙帝国的经济中心。天主教国王们建立了贸易之家，他们从那里旅行和贸易，控制着从美洲流入的财富，并与商人大学一起规范与新世界的关系。
16世纪，这座城市经历了巨大的发展和转型，建造了历史中心一些最重要的建筑。这座城市成为一个多元文化中心，这将有助于艺术的繁荣，并在西班牙黄金时代发挥重要作用。肥皂、羊毛和丝绸工艺品以及塞维利亚陶瓷脱颖而出。
恰逢巴洛克艺术最辉煌的时刻，它受到17世纪危机的影响，这意味着经济和人口下降，而瓜达尔基维尔河的航行越来越困难，直到商业垄断及其机构转移到加的斯。当时，这座城市还遭受了另一场大瘟疫，造成约6万人死亡，当时约占人口的46%。18世纪末，塞维利亚失去了近一半的人口。

### 现代
19世纪下半叶，随着铁路连接的到来，部分城墙被拆除，东部和南部的增长，这座城市得到了振兴。
1936年西班牙内战之初，塞维利亚面临来自西属摩洛哥的国民军，很快就沦陷了。工人阶级在被占领之初进行了一段时间的反抗，直至遭到了猛烈的报复为止。接下来的三年，在奎波·德·利亚诺将军和随后的军事独裁统治的指导下，他与佛朗哥一方站在一起。几年前，塞维利亚目睹了1929年伊比利亚-美洲博览会等决定性里程碑，后来，在民主化之后，1992年世界博览会及其作为安达卢西亚自治首都的选择。

## 人口
根据国家统计局公布的2021年人口普查，塞维利亚市有684,234名居民，塞维利亚是西班牙人口第四大城市，低于马德里、巴塞罗那和瓦伦西亚。塞维利亚大都市区面积4535.78平方公里，是西班牙第四大都市区，也是一个大型旅游、经济、工业和人口中心。
自1990年以来，塞维利亚的常住人口约为70万，1995年人口普查的最高峰值为719588人。
塞维利亚历史人口变化图
来源: INE
塞维利亚的人口金字塔显示，40岁以上的男女之间存在明显的不平衡，特别是在最高龄部分。40岁以下的人口（51.34%）略高于40岁以上的人口（48.66%）。人口最集中的部分（20-40岁）为31.30%。2014年，60岁以上的人口（21.55%）比20岁以下的人口（20.02%）多，这表明在没有持续年轻移民的话，人口老龄化的趋势在未来几年将更加明显。这种人口结构在现代人口制度中是典型的，即人口老龄化和年出生率下降。
在2011年人口普查中，有38314人是外国国籍，占5.45%，低于全国平均水平。移民主要来自拉丁美洲，其中来自摩洛哥（4228人）、玻利维亚（3575人）、罗马尼亚（2155人）、厄瓜多尔（2335人）、哥伦比亚（2488人）和中国（2629人）最多。

## 政治

### 首府定位

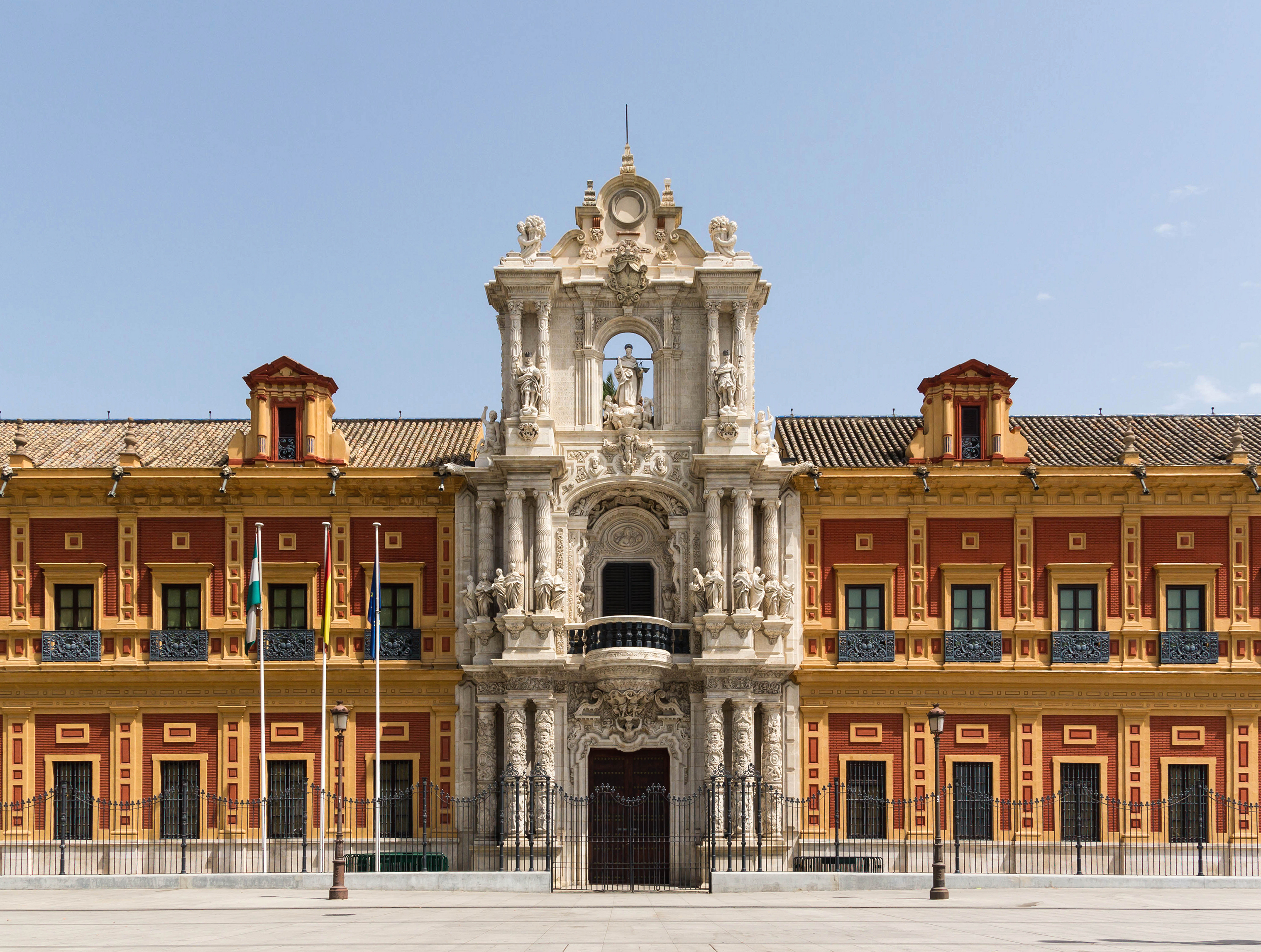
圣特尔莫宫，安达卢西亚政府主席所在地

塞维利亚是安达卢西亚自治区的首府，是议会、董事会主席和管理委员会的所在地。安达卢西亚政府代表团也设在塞维利亚。与安达卢西亚其他城市相比，首府是一个不同的因素，因为自治区和国家官员的集中程度更高，更多的流动人口前往塞维利亚向许多企业和机构的不同地区委员会和代表团办理手续，社会问题的发生率更高，这意味着在市议会的许多福利和服务上增加了支出。
然而，一项执行《安达卢西亚自治规约》第4.1条的法律仍有待颁布，该条涉及塞维利亚的首府地位，这将意味着国家向塞维利亚市议会的转移资金将增加。塞维利亚也是同名省的首府，这意味着安达卢西亚政府和西班牙政府的不同层级代表团都设在该市，包括省议会总部。

### 大都会区

红色部分是塞维利亚大都市区

塞维利亚大都市区由46个城市组成，人口1,508,605人（城市居民登记册，2010年），面积为4900平方公里。2008年11月25日，塞维利亚城市群土地规划计划（Potaus）起草委员会批准了该地区46个城市将订购的新文件，其中包括69个机会区域，即，被认为具有大都市利益的城市发展。在这69个项目中，有从物流到商业、技术或住宅的项目，其中绝大多数是受保护的住房。Potaus通过起草委员会后，将提交给塞维利亚土地规划和城市规划委员会（COTUA），然后提交给安达卢西亚自治区，然后由安达卢西亚管理委员会最终批准。
这一大都市地区的发展始于70年代中期和80年代初，但城市化的巨大繁荣发生在1990年代至2008年间：大都市地区的人口和范围都在不断增长，特别是在拉林科纳达、皮拉斯、瓜代拉堡、迈雷纳德拉尔哈拉费或两姊妹镇、洛斯帕拉西奥斯和比利亚弗兰卡以及乌特雷拉。由于新住房短缺和价格高，许多塞维利亚人从首府移民到大都会地区，这导致居住在阿尔哈拉菲地区的公民的流动性严重不平衡，原因是高峰时段通过私人交通进入塞维利亚存在瓶颈。

### 市政管理

塞维利亚市的区域划分

塞维利亚的行政管理是通过民主管理的市议会进行的，其组成部分每四年通过普选产生一次。选举普查由在塞维利亚登记的所有18岁以上的居民以及西班牙和其他欧盟成员国的国民组成。根据《一般选举制度法》的规定，该法根据市政当局的人口确定了合格的委员人数，塞维利亚市议会由31名议员组成。在2019年5月26日举行的市政选举之后，市议会由13名社会党议员、8名人民党议员、4名前进安达卢西亚议员、4名公民党议员和2名呼声党议员组成。根据这个结果，安达卢西亚西班牙工人社会党以简单多数重新任命了社会党人胡安·埃斯帕达斯为市长。埃斯帕达斯在2021年让位于同党的安东尼奥·穆尼奥斯。
自1979年第一次民主市政选举以来，塞维利亚市一直由不同的政党和政府联盟统治。在2007年的市政选举中，安达卢西亚市议会的安达卢西亚党（PA）首次不再有代表，PSOE-PP两党制得到加强，尽管为了执政，PSOE必须与三个联合左翼政党组成联盟，即安达卢西亚绿党召集（LULVCA）。在2011年的市政选举中，胡安·伊格纳西奥·索伊多领导的人民党以20名议员获得绝对多数。2015年5月的市政选举则打破了这一趋势，组成了一个非常多元化的全体会议，有12名人民党议员、11名社会党议员、3名公民党议员、3名参与塞维利亚议员和2名联合左翼议员。
2023年市政选举中，人民党获得41.17%的选票和14个议员席位，因此提名本党的何塞·鲁伊斯·桑斯成为新一任市长。

### 地区组织
根据2005年7月14日全体会议商定的市区委员会组织条例，为了权力下放，提高市委员会向该市提供的服务质量，并促进公民参与，塞维利亚分为11个区（distrito）。各区的地理范围和人口各不相同，人口最多的是周边地区。所有这些区都是通过区市政委员会及其相应的代表、行政办公室和该地区社区协会的代表组织。

### 司法
塞维利亚是省法院的所在地。他还是塞维利亚省六号司法区的所在地，该区的边界包括该市以及阿尔哈拉菲和北织女星大都市区的22个人口稠密的城镇，人口约为130万。它还接待安达卢西亚高等法院的争议、行政和社会分庭。所有司法机构如下：
- 安达卢西亚高等法院：争议-行政分庭、社会分庭。
- 省法院：总庭；刑事法庭：4；民事法庭：4
- 法院：27初审，20项调查，11项社会调查，14项争议行政调查，2项商业调查，4项暴力侵害妇女行为，15项刑事调查，2项监狱监视，3项未成年人调查。

## 景点
塞维利亚的建筑记录了居住在这座城市的文明，在宗教和民用建筑中都有非常重要的纪念性财富，受到罗马人、西哥特人、阿拉伯人、欧洲运动、理性主义、现代主义和安达卢西亚历史地区主义的影响。在这座城市的历史艺术遗产中，可以看到哥特式、穆德哈尔、文艺复兴、巴洛克、新古典主义、浪漫主义等各种风格。

### 地标建筑

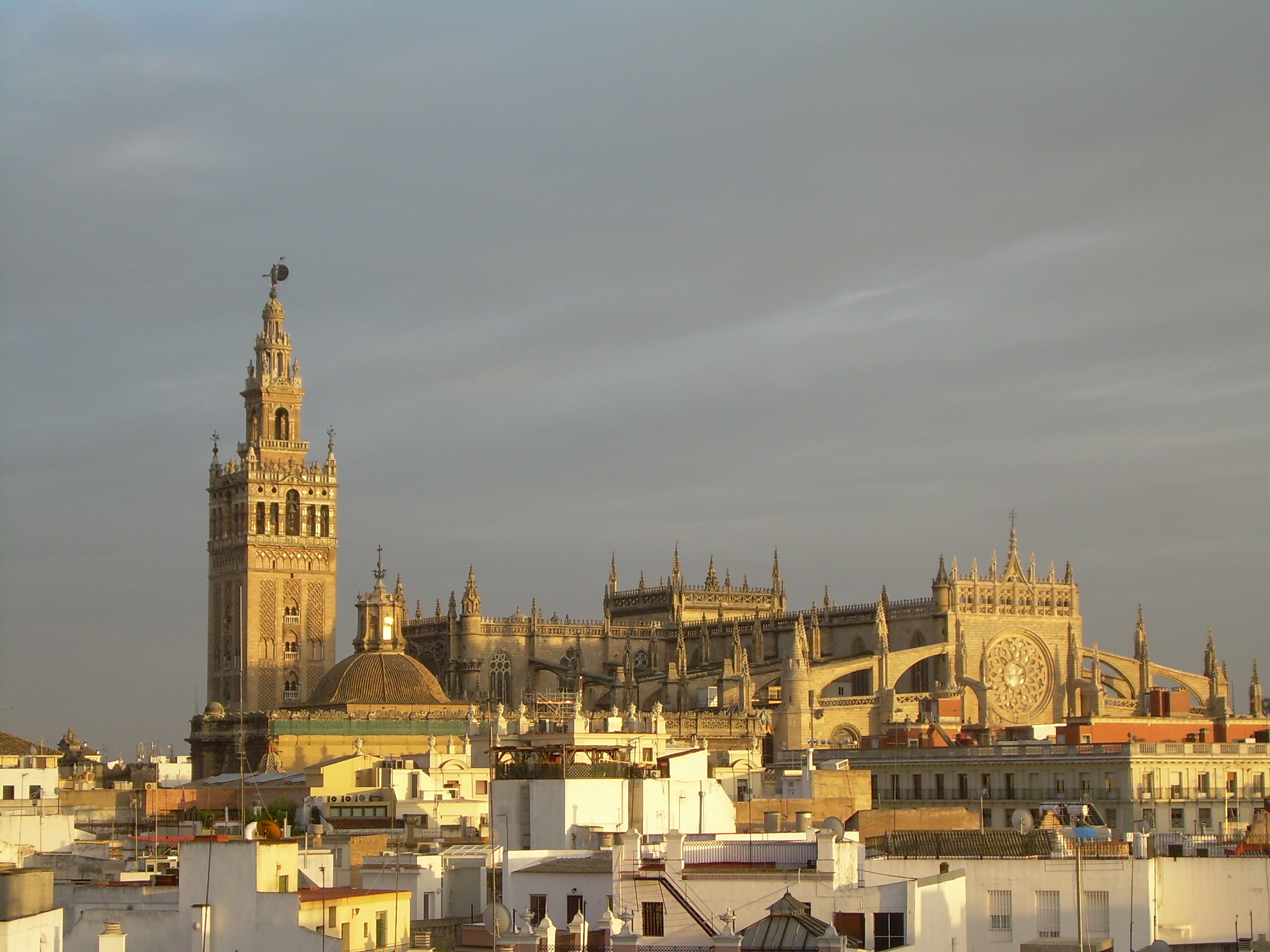
塞维利亚主教座堂远景

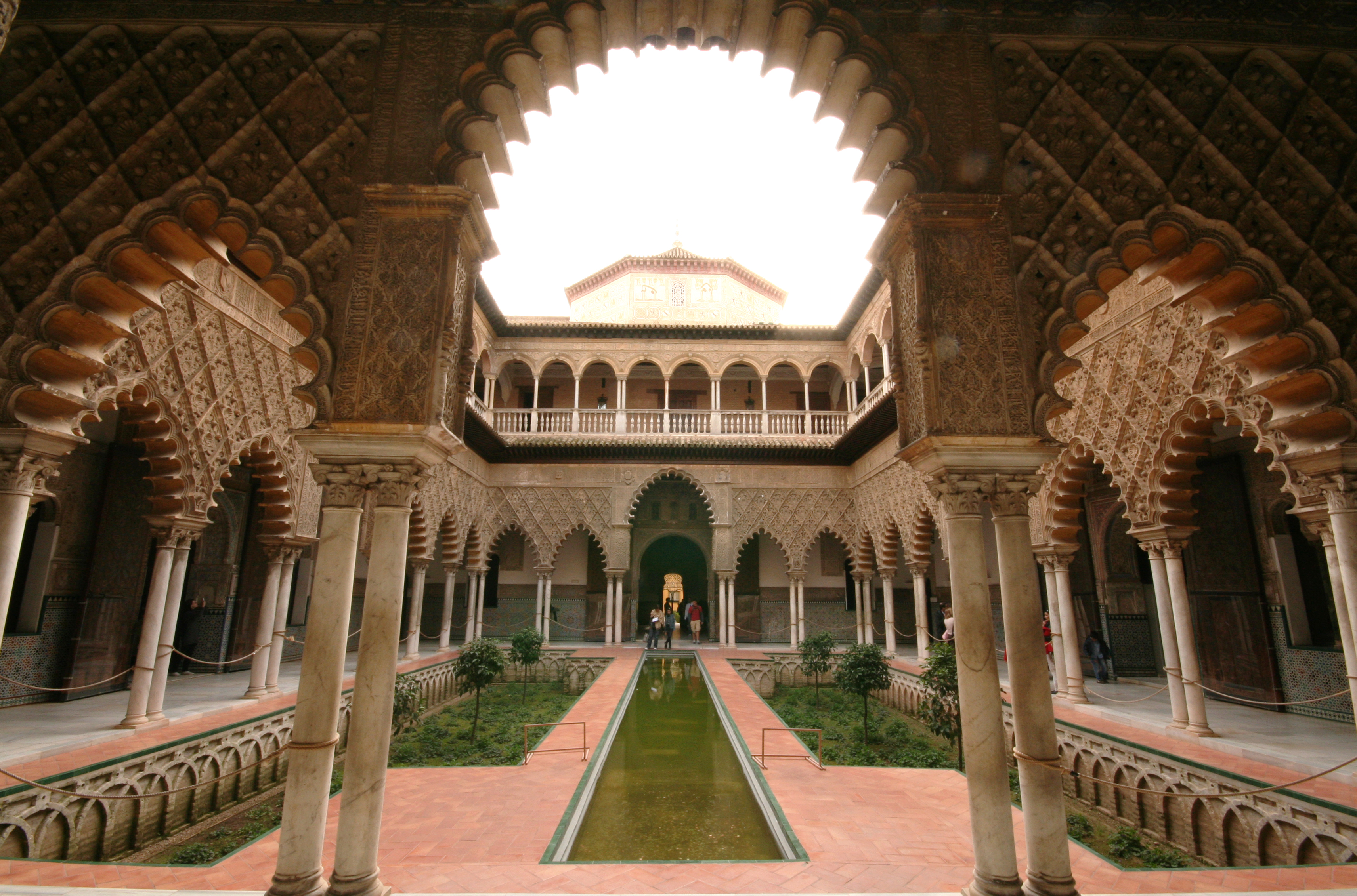
塞维利亚王宫（Alcázar）

#### 塞维利亚主教座堂
塞维利亚主教座堂于1401年–1519年之间，在收复失地运动后建于城市清真寺的旧址。就其面积而言，这是所有中世纪哥特大教堂中最大的一座。室内装潢奢侈，有大量的黄金。大教堂沿用了清真寺的一些圆柱和素材,最为有名的是原为宣礼塔的吉拉达（Giralda），后来被改建为钟塔。钟塔顶上建有一座雕像，称作El Giraldillo，代表信仰。内部通往钟塔顶层的不是楼梯而是斜坡，以便宣礼员和其他人骑马到塔顶。

#### 塞维利亚王宫
面对主教座堂的塞維利亞王宮由城市原有的摩尔人宫殿改建而成，修建始于1181年并持续了500年以上，以安达卢西亚的摩尔-穆德哈尔風格为主, 但也受了文艺复兴的影响。它的花园混合了摩尔人，安达卢西亚和基督教的风格。

#### 西印度群岛综合档案馆
西印度群岛综合档案馆成立于1785年，在卡洛斯三世统治下，目的是将有关西班牙殖民地的文件集中在一个地方，在此之前，这些文件分散在各种档案馆中：西曼卡斯、加的斯和塞维利亚。Mercaderes de Lonja是档案馆的所在地，由胡安·德·米哈雷斯在1584年至1598年间根据胡安·德·埃雷拉的平面图建造，建于腓力二世时期。

#### 西班牙广场
塞维利亚的西班牙广场是一个巨大的纪念性开放空间，周围环绕着一座安达卢西亚地区主义风格的半圆形建筑。建筑师阿尼瓦尔·冈萨雷斯受委托1929年伊比利亚-美洲展览会建造。展览会在这里举行了开幕式，阿方索十三世国王出席了开幕式。

#### 黄金塔
塞维利亚黄金塔是一座阿尔巴拉塔，位于瓜达尔基维尔河左岸，靠近塞维利亚斗牛广场。他的阿拉伯语名字可能是伯里·阿尔·达哈布，指的是它在河上反射的金色光芒。在2005年的修复工程中，证明这种光泽是由石灰砂浆和压制稻草混合而成的，在此之前，人们认为这种光泽是由瓷砖涂层引起的。

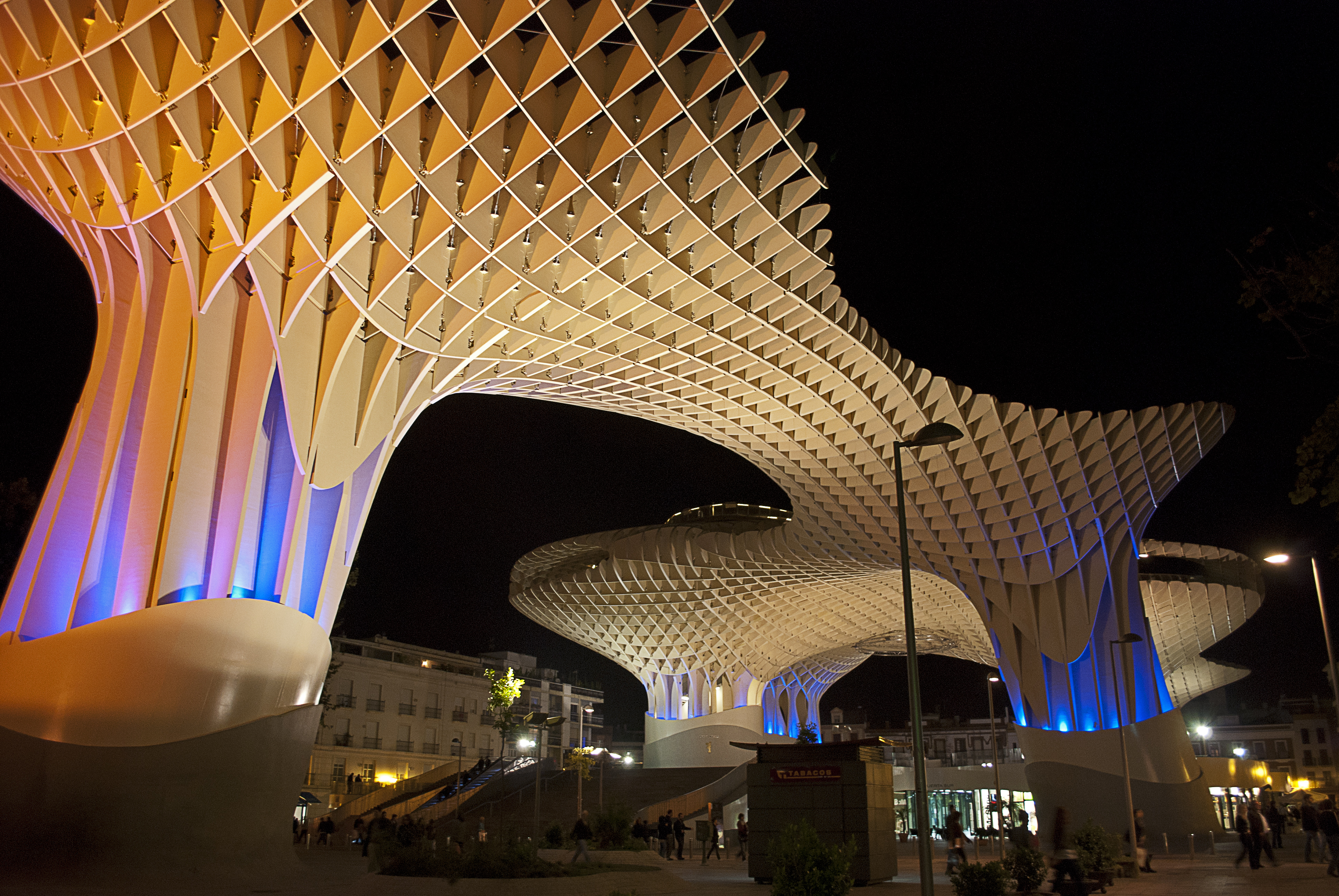
都市陽傘（Metropol Parasol）是塞维利亚的著名現代建築藝術

#### 都市阳伞
塞维利亚蘑菇，也称为都市阳伞或道成肉身蘑菇，是一种木制结构，有两根混凝土柱，用于容纳通往观景台的电梯，位于道成肉身广场的中心。它的尺寸为150 x 70米，高度约26米，是塞维利亚市议会为修复其所在广场而开设的比赛的获奖项目；其设计师是斯图加特的自然主义建筑师于尔根·迈尔。

#### 其他地标建筑

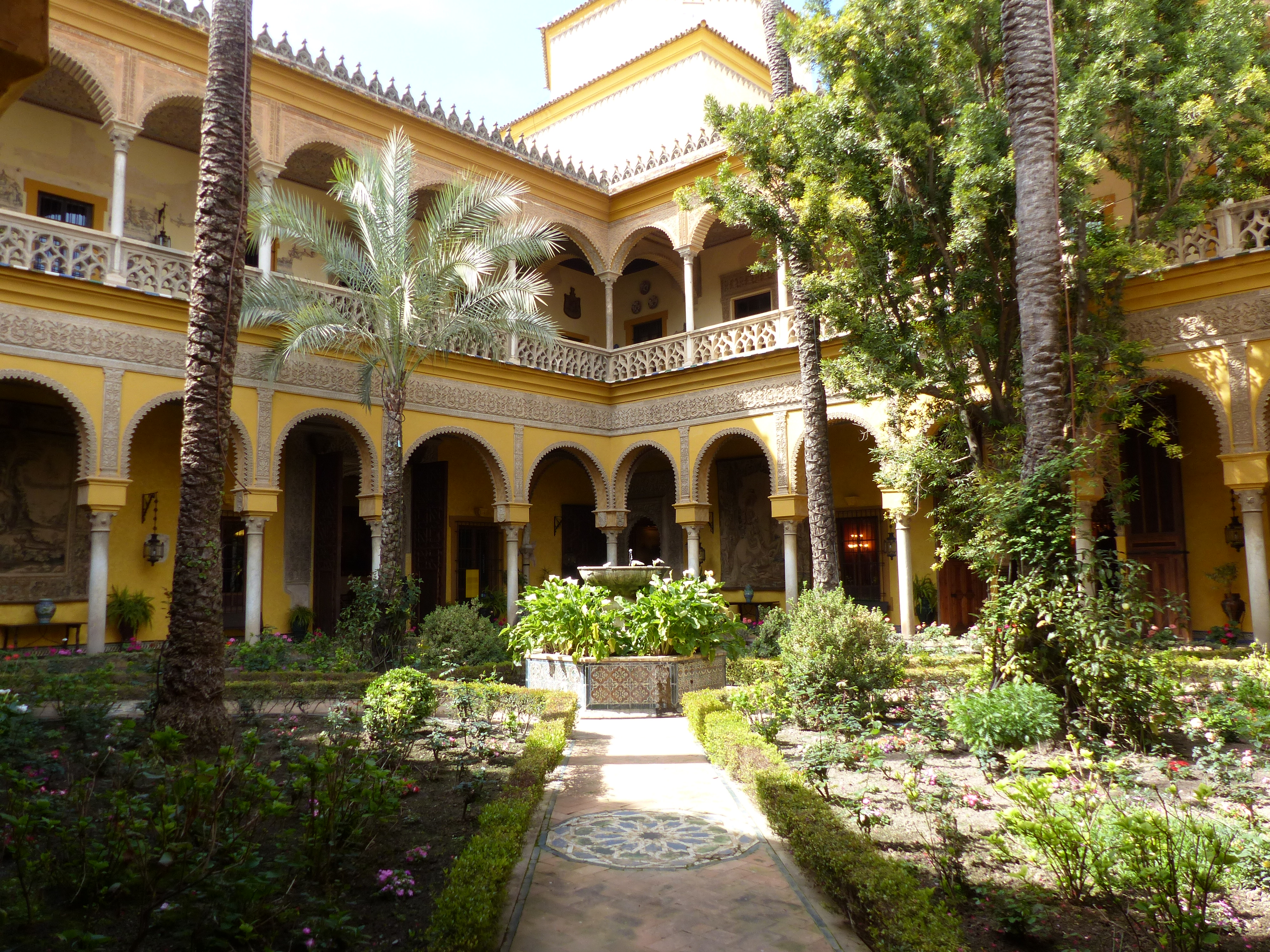
杜埃尼亚斯宫的庭院

自1612年以来，杜埃尼亚斯宫一直是阿尔瓦家族的财产。它建于15世纪至16世纪，具有哥特式风格-穆德哈尔到文艺复兴时期的风格，由于其历史、建筑、艺术价值和动产的重要性，是这座城市的主要建筑之一。它是由皮内达家族创立的，1484年，由于急需资金，他们不得不将其出售给凯瑟琳·德·里贝拉，因为他们必须为被摩尔人俘虏的胡安·德·皮内达支付赎金。1875年，诗人安东尼奥·马查多出生在那里。它是欧洲王室成员和国际文化、政治和艺术界各种人士的聚会场所。自2016年以来，它一直向游客开放。
旧礼拜堂（Real Audiencia de los Grados de Sevilla）建于1595年至1597年间，位于圣方济各广场。在其历史上，这座建筑经历了许多改建工程，其中最突出的是16世纪和19世纪进行的改建，以及建筑师阿尼瓦尔·冈萨雷斯在1924年完成的工作，他重建了外墙和内部。
塞维利亚美术博物馆，始建于1662年，1835年9月重建。它于1841年正式落成，位于博物馆广场。它以17世纪的西班牙和塞维利亚绘画收藏而闻名。
塞维利亚市血库和省历史档案馆建于1893年至1913年间，坐落于原则上履行司法宫职能的大楼。修复后，其正面展示了一个新古典主义风格的门廊，内部有两个带画廊的庭院和一个大理石楼梯。总面积4238平方米。
塞维利亚市议会是银匠风格建筑最著名的展览之一。它于15世纪由迭戈·德·里亚诺（Diego de Riaño）开始建造，大师建造了市政厅的南部，与方济各会修道院的大厅，以及两层覆盖着银色浮雕的楼层，上面描绘了历史和神话人物、纹章和象征着这座城市创始人的标志，如大力神和儒略·凯撒。19世纪，德梅特里奥·德·洛斯·里奥斯和巴尔比诺·马龙对这座建筑进行了改造，他们设计了一个新的主立面，面向新广场，具有新古典主义风格。反过来，他们围绕着两个庭院和一个大楼梯重新调整了内部结构。
阿方索十三世酒店是一座历史悠久的建筑，位于赫雷斯门、圣特尔莫宫和皇家烟厂之间。建筑师何塞·埃斯皮奥·穆尼奥斯的作品；它建于1916年至1928年间，于1929年4月28日正式落成，由国王阿方索十三世和维多利亚·欧珍妮主持的宴会举行。在建筑上，它是新穆德哈尔风格的，是阿拉伯建筑的地区历史主义版本，具有丰富的装饰。

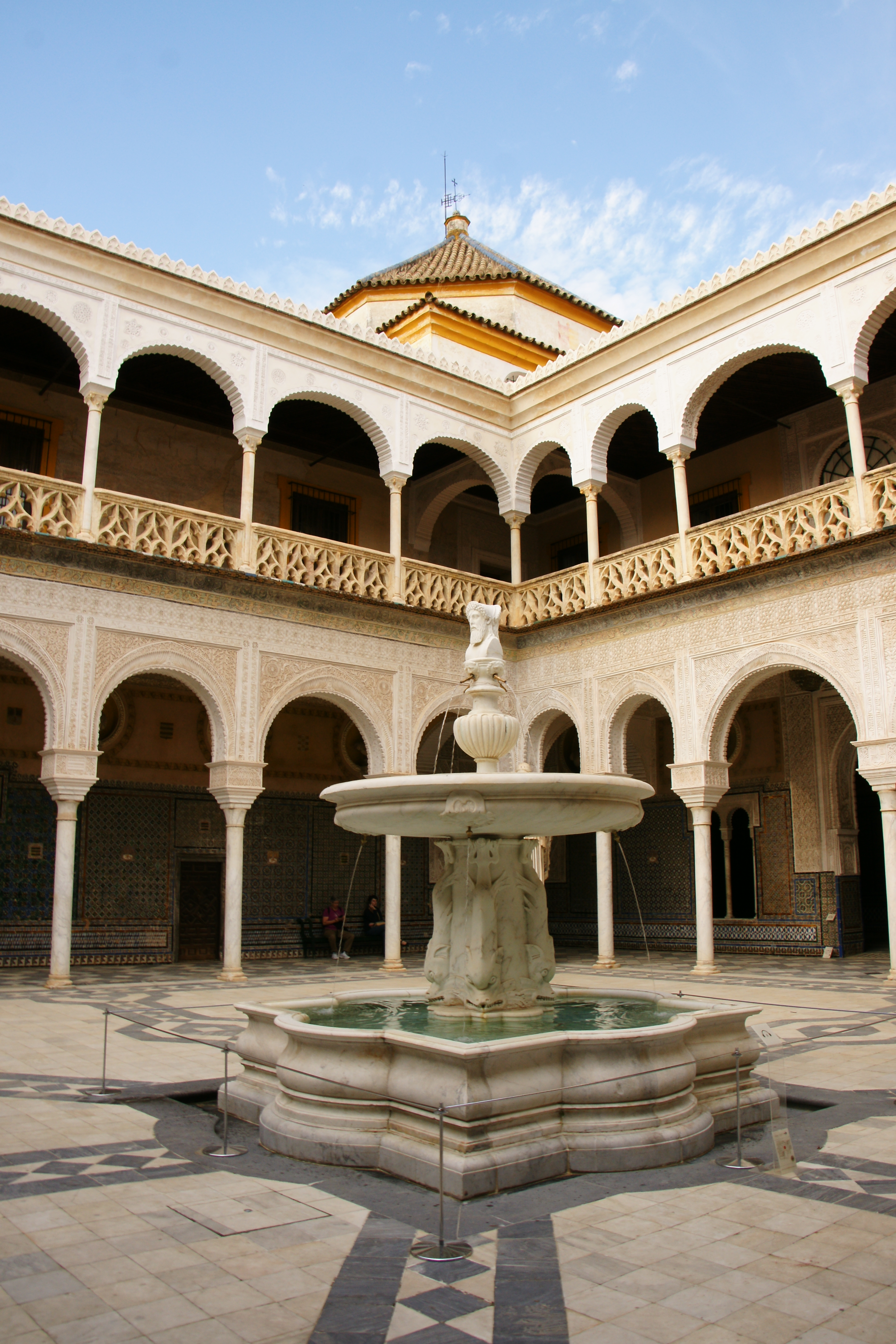
彼拉多官邸

彼拉多官邸是一座结合了意大利文艺复兴风格和西班牙穆德哈尔风格的宫殿。宫殿的建造始于1483年，是在佩德罗·恩里克斯·德·基尼奥内斯（安达卢西亚第四贵族市长）和他的第二任妻子卡塔丽娜·德·里贝拉的倡议和愿望下开始的，他们是阿尔卡拉家族的创始人。它被认为是安达卢西亚宫殿的原型，其中拍摄了几部电影，其中最突出的是好莱坞的四部超级制作：阿拉伯的劳伦斯；雷德利·斯科特执导的1492：征服天堂和天国王朝，以及卡梅隆·迪亚兹和汤姆·克鲁斯出演的危情谍战。
圣五伤医院目前是安达卢西亚议会总部的所在地。由卡塔琳娜·德·里贝拉创立，并于1546年根据塔里法侯爵法德里克·恩里克·德·里贝拉的命令开始建造。它是由马丁·德·加因萨设计的，他一直指导这些作品，直到1556年去世。这座建筑最具特色的元素是它的教堂。在其内部，这是目前举行全体会议的地方。这座建筑一直用作医院，直到1972年。1986年，起草了安达卢西亚议会总部改建项目，于1992年2月28日（安达卢西亚日）开幕。
前皇家烟厂大楼是一座起源于18世纪工业建筑的建筑，目前是塞维利亚大学总部及其一些学院的所在地。它是18世纪西班牙最大的工业建筑和同类建筑中最好的。它于1728年开始建造。在建筑上，它强调了其文艺复兴时期参考的总体方案，其楼层上有埃雷里亚式的设计，庭院和主立面上立面的装饰细节已经受到巴洛克风格的影响。这座建筑被护城河包围着。
圣特尔莫宫是安达卢西亚政府主席的所在地，始建于1682年，位于宗教裁判所法院拥有的围墙外，是马雷恩特斯大学神学院的所在地。它是塞维利亚巴洛克建筑的标志性建筑之一，有一个长方形的楼层，有几个内部庭院，其中一个是中央庭院，四个角落的塔楼，小教堂和花园。在其主立面上，丘里格拉风格的封面脱颖而出。
还值得注意的是，大广场是海格力斯阿拉米达，有柱子——大力神和儒略·凯撒的著名雕像。

#### 圣十字区
圣十字区是塞维利亚历史中心的一个古老的中世纪犹太社区，是该市最具象征意义和风景如画的街区之一。塞维利亚风格的房子、狭窄而蜿蜒的街道、还有高贵的庭院和阳台，上面有装饰着鲜花的锻铁栏杆。该街区是在卡斯蒂利亚国王费尔南三世征服这座城市时建立的，塞维利亚的犹太社区是西班牙第二大，仅次于托莱多。1483年犹太人被驱逐后，该街区被遗弃并衰落，直到20世纪初，在市政建筑师胡安·塔拉维拉·埃雷迪亚的领导下进行了翻修工程。

### 城市发展
由于人口从1900年的147,271人持续增加到2000年的700,520人，这座城市在整个20世纪的城市发展非常激烈。这一增长主要来自营养提升和塞维利亚省其他地方和邻近省份的移民。但塞维利亚市中心如同一个城市马赛克，历史遗产被一系列狭窄的街道包围，其中大部分是步行街，那么从19世纪之后，特别是20世纪开始，这座城市开始从城墙的周边溢出。逐渐建立了越来越多、越来越偏远的街区。塞维利亚社区的特点是在人口和设施方面彼此差异很大。

### 公园和花园

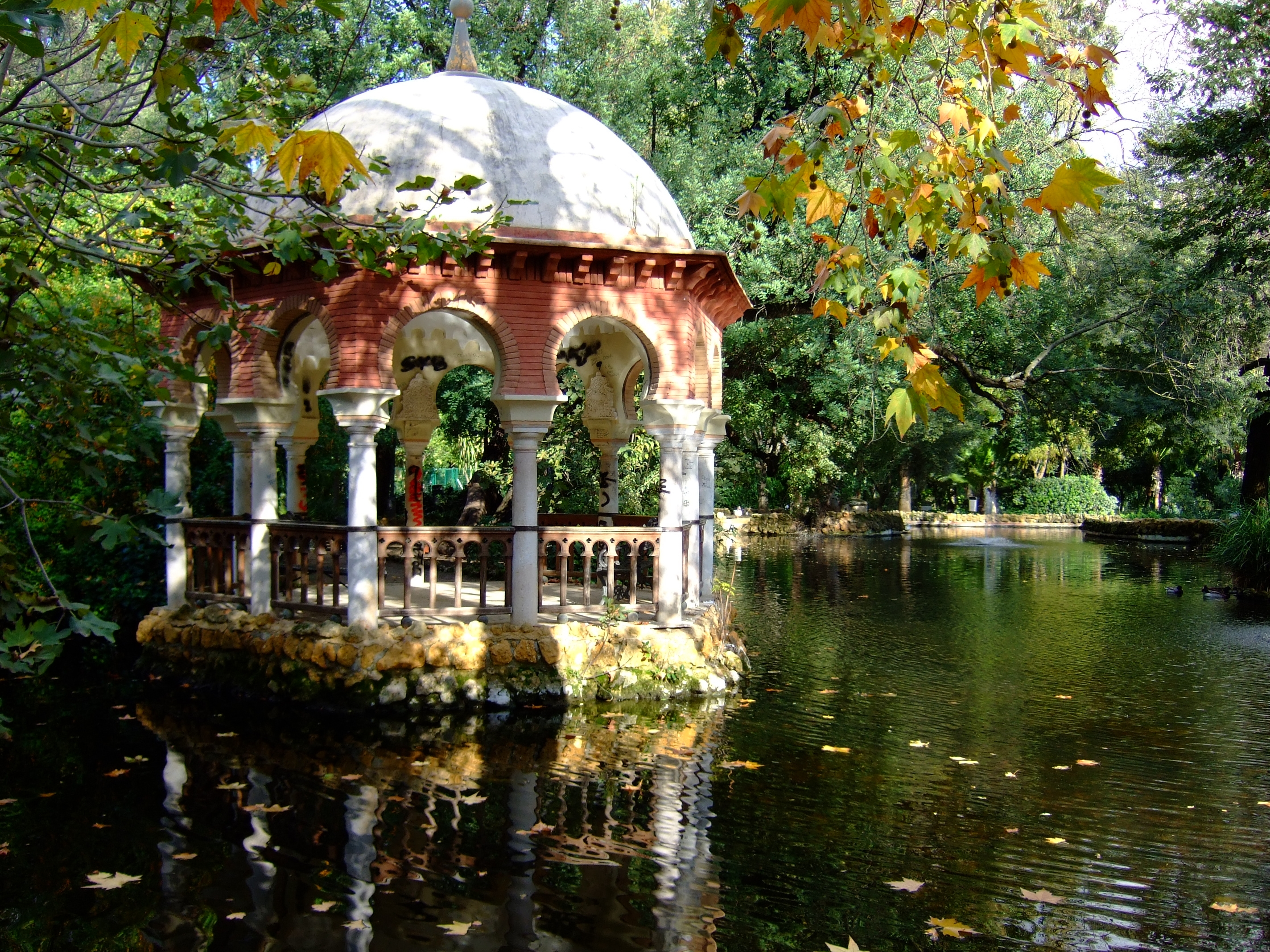
玛丽亚路易莎公园中的阿方索十二世亭楼

在塞维利亚的公园和花园中，大力神阿拉米达以其古老而闻名，这是欧洲保存最古老的公共花园（1574年）。其他历史花园包括阿尔卡扎尔的私人花园，玛丽亚路易莎公园（由勒科兰特于1860年作为私人花园规划，以波旁的玛丽亚·路易莎公主命名，由路易莎·费尔南达在1893年捐赠给该市，1914年由J.C.N.福雷斯蒂尔改建），美食花园（1826-29，作为公共花园开放）、克里斯蒂娜花园（1830）、穆里略花园（1915）和卡塔丽娜·德·里贝拉大道（1920），均由胡安·塔拉维拉设计。

#### 玛丽亚路易莎公园
玛丽亚路易莎公园是塞维利亚最著名的公园，在1914年至1973年间，它是该市的自治公园。
这个公园原则上是蒙庞西耶公爵圣特尔莫宫花园的一部分，1893年由公爵夫人路易莎·费尔南达捐赠给这座城市。它由法国工程师让-克洛德·尼古拉·福雷斯蒂尔和建筑师阿尼瓦尔·冈萨雷斯进行了改造，于1914年4月18日向公众开放。随后，西班牙广场和美洲广场在公园开放，这是其主要景点之一。

## 经济
塞维利亚被认为是安达卢西亚的经济首都，是国内生产总值最高的城市，汇集了更多的企业，经济更加多样化、季节性调整和稳定。

### 农业
2006年塞维利亚市政府的农业统计数据显示，耕地已经很少，约2463公顷，其中690公顷用于棉花，其余用于冬季谷物作为饲料，832公顷用于木本作物，主要作物是用于食用橄榄的灌溉橄榄。拥有35000公顷稻田的塞维利亚是西班牙第一位的稻米生产省。它集中在瓜达尔基维尔河周边的沼泽地，特别是伊斯拉马约尔、里奥镇、滨河科里亚、洛斯帕拉西奥斯和比利亚曼里克德拉孔德萨等城市。

### 工业
在经济方面，塞维利亚是一个重要的购物、服务、金融中心，与大都市区一起是一个高度工业化的地区，位于不同工业园区的新企业正在推动发展。除了行政首都外，塞维利亚还被认为是安达卢西亚的经济首都，因为它是国内生产总值最高的省份，汇集了更多的企业和更多样化、季节性调整和稳定的经济。
塞维利亚是安达卢西亚的主要技术中心，出口了33%的高科技产品。
Cartuja 93科技园位于92年世博会旧展馆所在的土地上，直接雇用了14500人，2012年营业额为1.82亿欧元，容纳了345家企业和实体。其中193项是先进技术，其余为先进服务和一般服务。
西班牙航天局总部于2023年第一季度落成，这是一个崭新的国家机构，位于塞维利亚，西班牙政府于2021年5月27日宣布成立，负责管理西班牙的太空方案。其职能包括制定西班牙太空战略，有效协调在太空部门负有责任的不同国家机构，统一国际合作。它还有一个专门用于国家安全的部分。它的初步预算将接近5亿美元。

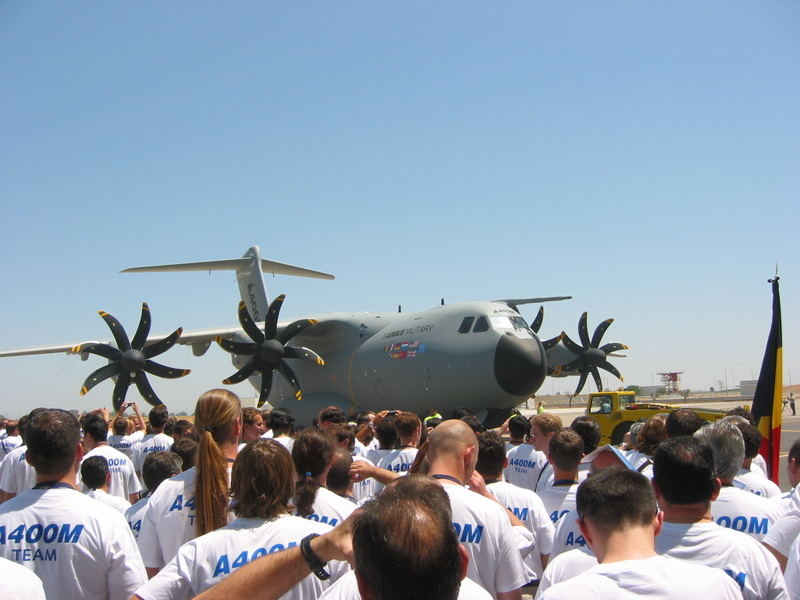
2008年6月26日，第一架空中客车A400M进行现场展示

在私营企业方面，西班牙最重要的工程公司之一阿苯哥于2009年9月23日在帕尔马斯阿尔塔斯地区和SE-30脚下开设了帕尔马斯阿尔塔技术中心，这是西班牙南部最大的私营企业技术综合体。塞维利亚集中了安达卢西亚航空工业的74%，EADS跨国航空公司的工厂位于塞维利亚-圣保罗机场旁边和塔布拉达，以及安达卢西亚-机场航空航天技术园，位于拉林科纳达，毗邻A4高速公路和塞维利亚机场，航空部门有70多家辅助公司。塞维利亚-加的斯轴心已成为西班牙第二大航空工业中心，规模仅次于马德里。

### 建筑业
2005年，塞维利亚省建筑业占国内生产总值的9.20%，雇用了9万人，失业率几乎为零（0.88%）。2007年，就业人数超过10.2万人。
然而，2008年，西班牙房地产泡沫开始收缩，因此建筑业的就业人数减少到约87000人，失业率上升到22%（数据总是来自该省，而不是塞维利亚市）。

### 服务业
在塞维利亚市的服务业中，旅游业占主导地位，酒店和餐馆网络密集；商业设施分布；客运、货运和金融服务。另一方面，教育和卫生部门雇用了塞维利亚很大一部分劳动力。

### 商业
塞维利亚是西班牙第四大商业城市，人口略高于200万，包括该市本身、该省以及韦尔瓦、加的斯和巴达霍斯接壤省份的一些中心。西班牙和葡萄牙几乎所有银行机构都在塞维利亚设有分行。在安达卢西亚有业务的许多银行和储蓄银行的地区地址也设在那里，其中最突出的是凯克萨银行，该银行于2012年吸收了前塞维利亚加哈索尔储蓄银行。

### 旅游业

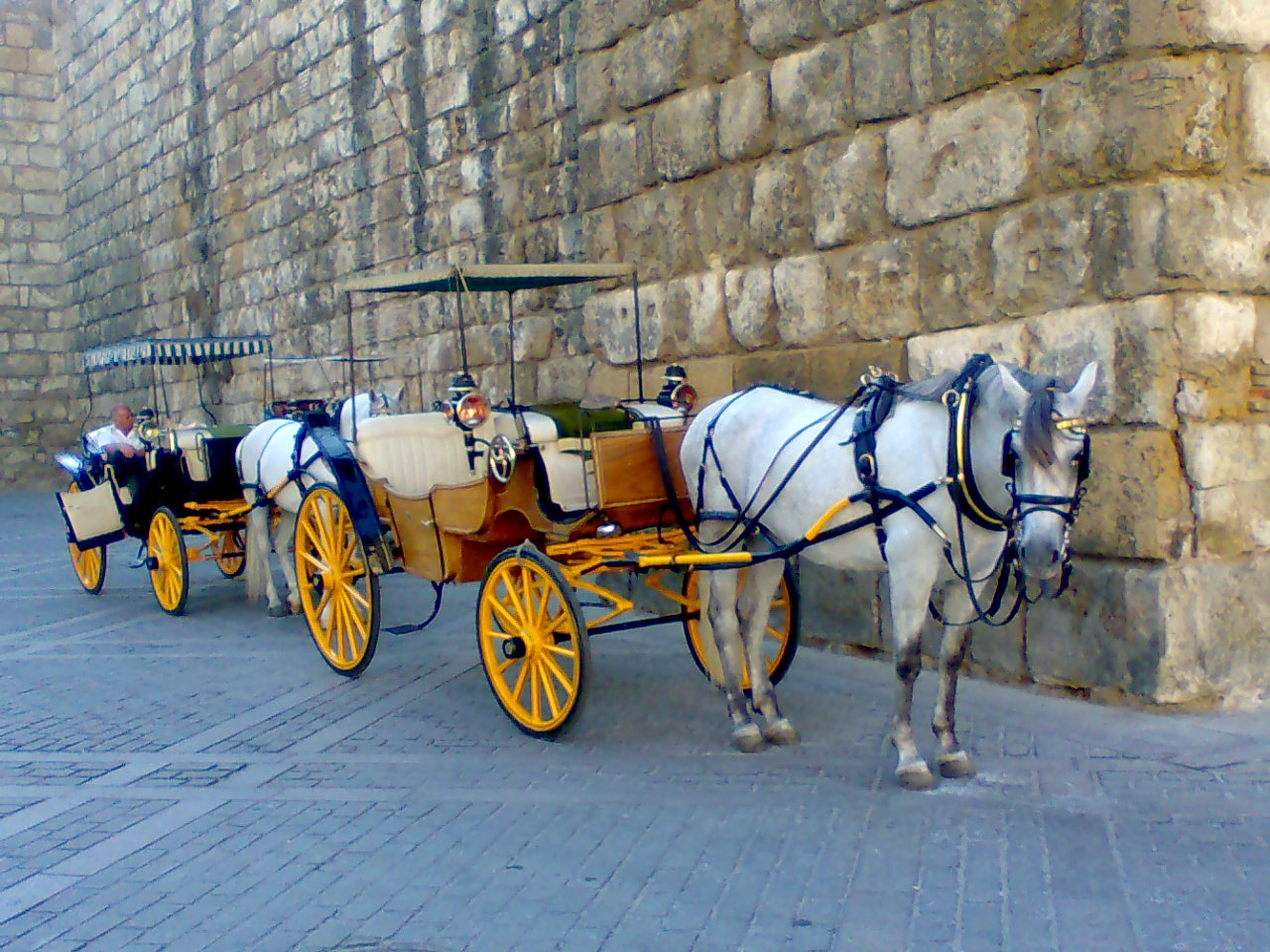
塞维利亚市内的观光马车

由于其历史和古迹遗产、各种景观、文化空间和春季节日（复活节和四月博览会），该市是国内和国际大型旅游的接待地。它是西班牙第四大游客最多的城市，仅次于巴塞罗那、马德里和贝尼多姆。塞维利亚最具特色的旅游业是在该市短暂停留约2.5天，在该市和大都市地区的许多酒店过夜。该市还拥有一个广泛的餐厅和私人媒体网络，以促进对该市的了解，如马车、全景巴士、瓜达尔基维尔河上的小型游轮和旅游自行车。2012年，塞维利亚旅游业推出了一个新的图形形象和新的口号，使该市的品牌朝着更简单、更独特和更强大的形象发展。

### 会展业

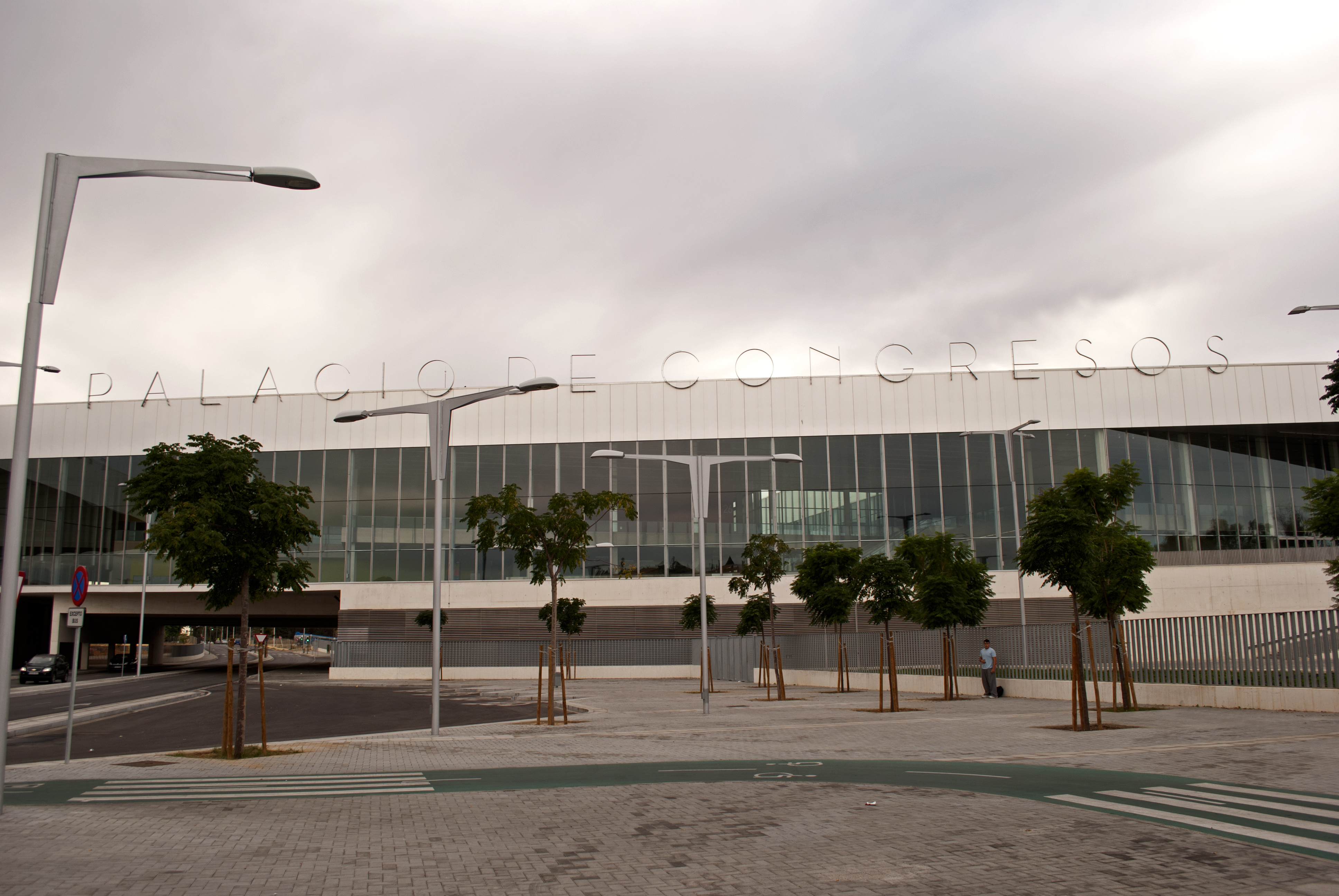
塞维利亚的会议宫，2012年落成

塞维利亚是世界上前100个会议目的地之一，部分原因是塞维利亚建筑师吉列尔莫·巴斯克斯·康苏格拉对会议和展览宫（FIBES）进行了现代化和前卫式的扩建。塞维利亚会议和展览宫也以首字母缩略词FIBES而闻名，是一个致力于促进塞维利亚商业及其影响力的建筑空间，在那里举行各种性质和内容的专业会议和博览会。FIBES有一座非常独特的中央建筑，有三个完全透明的展览馆，每个展馆的面积为7200平方米。有两个13000平方米的室外区域，展馆通过画廊与主楼相连。该场地有两个停车场，可容纳600辆车。除此之外，在扩建后，还必须增加一个面积超过45000平方米的新场地，其中包括西班牙最大的礼堂和900个座位的停车场。会议宫位于塞维利亚东区，与机场和火车站交通便利。会议宫有几个礼堂和许多不同容量的会议室，三个大型展览馆以及餐馆和咖啡馆。每年都会制定各种博览会的日历，其中一些展会具有国际地位。
目前，塞维利亚是安达卢西亚最具竞争力的旅游目的地。

## 城市基础设施和服务

### 能源

#### 电能
吉列纳抽水蓄能电站（210兆瓦）是塞维利亚省最大的发电厂。2010年，塞维利亚省还有五座太阳能热电厂，额定容量为181兆瓦，年产量约为395千兆瓦时。
西班牙电网公司垄断了全国范围内的电力运输。塞维利亚首都及其大都市地区由400和220千伏电压的输电网络供电。相应的电力节点与埃斯特雷马杜拉、坎波德直布罗陀和加的斯湾地区有连接，以及韦尔瓦省和科尔多瓦省。在2010-2014年期间，REE计划在西部完成塞维利亚大都会区周围的400 kV环，并与葡萄牙建立新的互联互通，从吉列纳开始，沿着韦尔瓦省运行。

#### 石油燃料

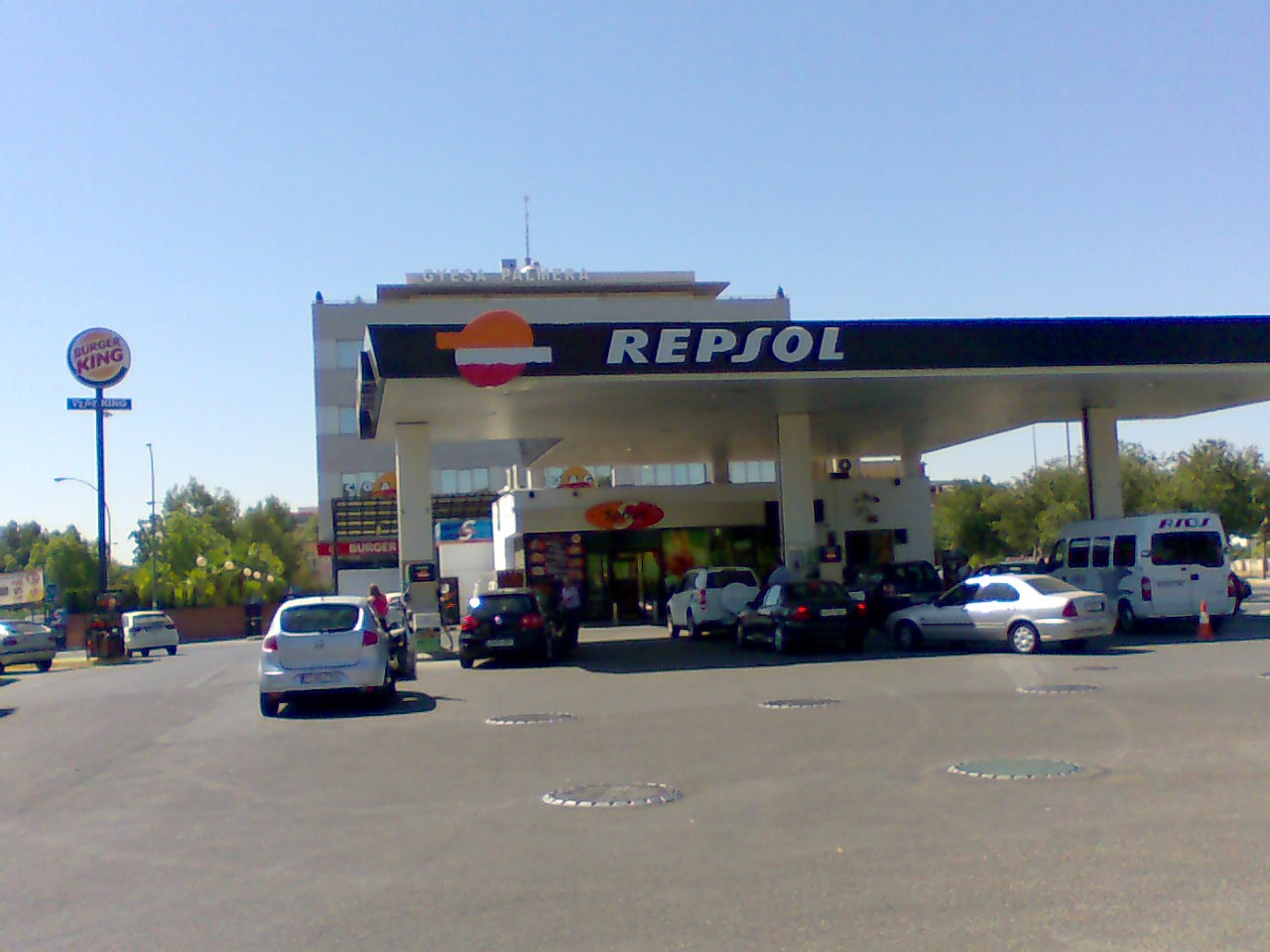
塞维利亚的一个加油站

塞维利亚及其省从碳氢化合物物流公司（CLH）在塞维利亚拥有的储存设施中供应石油燃料（汽油和柴油）。2008年，CLH与在西班牙运营的大多数运营商签订了使用其设施的物流服务合同。塞维利亚设施储存和分配的燃料主要来自位于韦尔瓦化学中心的炼油厂，通过管道与之相连。

#### 天然气
塞维利亚消费的天然气主要来自阿尔及利亚，其中很小一部分来自韦尔瓦省和塞维利亚省的油田。它由Enagas负责的高压核心网络运输，从那里通过安达卢西亚天然气设施分配给家庭和工业。随着家庭配电网的建设，天然气消费量一直在增加。根据安达卢西亚天然气公司的数据，2007年共有89000套住房使用天然气，向大约35万塞维利亚人供应天然气。安达卢西亚能源计划的目标之一是促进天然气相对于其他产品的消费。在塞维利亚，有一些城市公共汽车使用天然气作为燃料，因为它污染较小。

#### 饮用水
向塞维利亚提供饮用水是由塞维利亚大都会供水和卫生公司（EMASESA）提供的，该公司于1974年由塞维利亚市议会成立，是一家市政私营公司，2007年更名为“大都会”。除了塞维利亚市外，该公司还为大都会地区的大多数人口提供饮用水。
EMASESA的供水被保存在韦尔瓦省和塞维利亚省北部山区与韦尔瓦河流域相对应的几个水库中：
- 阿拉塞纳水库：128 hm³（立方百米）
- 苏弗雷水库：168 hm³
- 米尼拉水库：58 hm³
- 埃尔赫尔加尔水库：35 hm³

### 市政清洁
Lipasam是塞维利亚市议会的市政公共清洁公司。成立于1986年，负责城市固体废物管理和公共道路清洁。为此，除了总部外，它还拥有1593名工人、486辆汽车、一个中央机械园、六个辅助清洁园、四个清洁点、一个转运站、四个气动废物收集中心和一个综合废物处理中心。Lipasam的年度预算超过9000万欧元。

### 食品供应
塞维利亚中央供应市场市政公司（Mercasevilla）于1971年6月与塞维利亚市议会合作成立，负责在塞维利亚大都市地区分销易腐产品。它是国家Mercasa公司的23个食品单位之一，该公司又隶属于国家工业股份公司（SEPI）和农业、渔业和粮食部。
在占地37.5万平方米的Mercasevilla设施中，有230多家公司进行经营，其中137家是批发商，93家从事分销活动、物流服务或客户服务。为此，有水果、蔬菜和鱼类批发市场；私人经营的屠宰场；三家包装生产和分销公司；此外，还有一个补充活动区和一个商业服务区。

### 教育
自1989/90学年以来，由于出生率下降和年轻夫妇移民到塞维利亚大都市地区的其他城镇，塞维利亚市的非大学教育入学普查有所下降，因为郊区的住房在经济上更实惠。2008/09学年，共有68346名儿童和小学教育学生入学，其中52.06%在公立学校入学，42.93%在私立协调中心入学，5.01%在私立非协调中心入学。在中学教育中，有56630名学生就读于义务中学（29999名学生）、高中（12723名）和中高等教育培训机构（13908名）；公共中心占58.27%，协调私人机构占32.60%，非协调私人机构占9.13%。

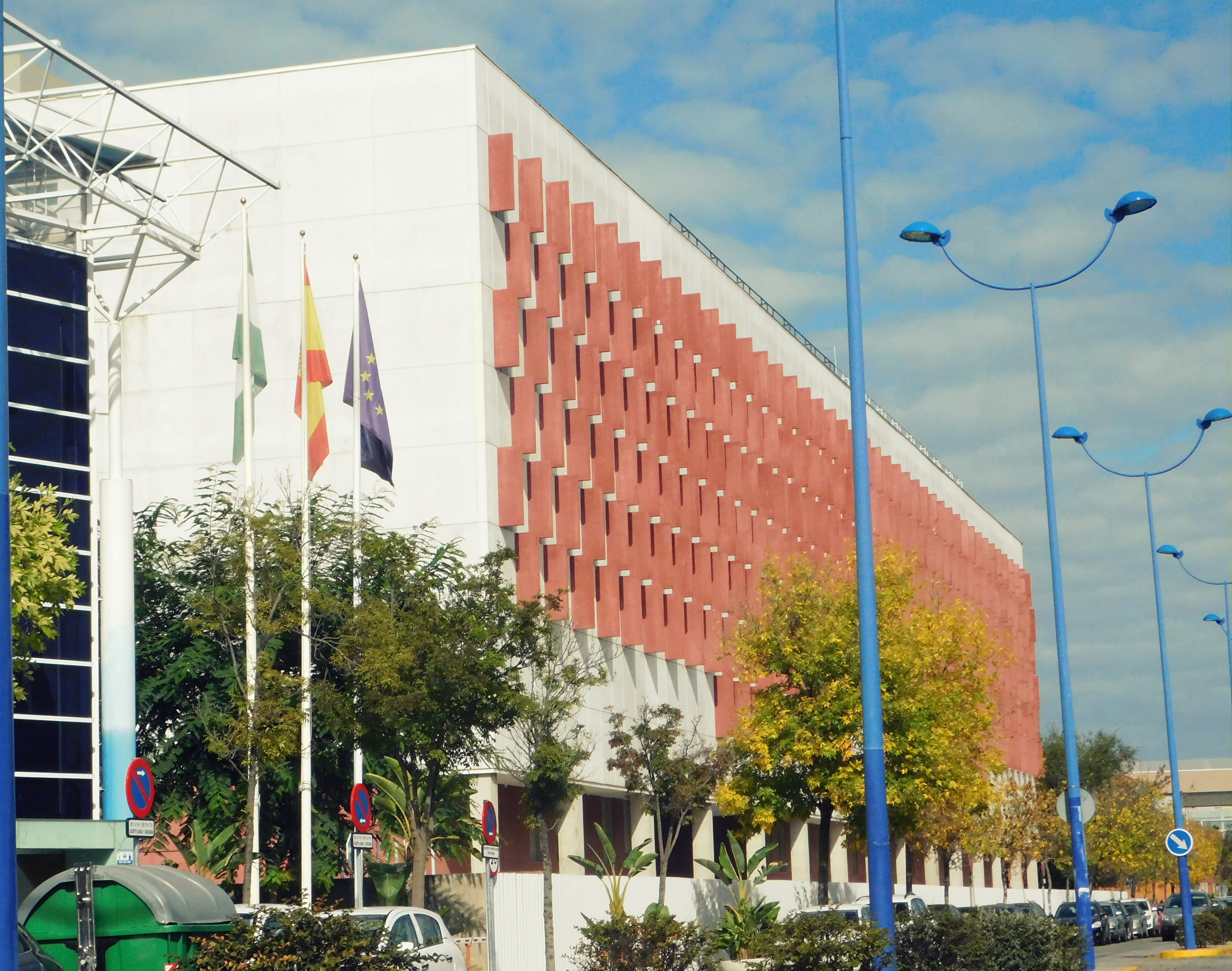
塞维利亚大学传播学院

塞维利亚有四所大学：除了16世纪成立的塞维利亚大学外，安达卢西亚洛约拉大学和安达卢西亚国际大学的主校区，以及1997年成立的巴勃罗·德·奥拉维德大学，占地140公顷，包括两姊妹镇（主要部分）、塞维利亚和瓜代拉堡的市政条款。

### 医疗卫生

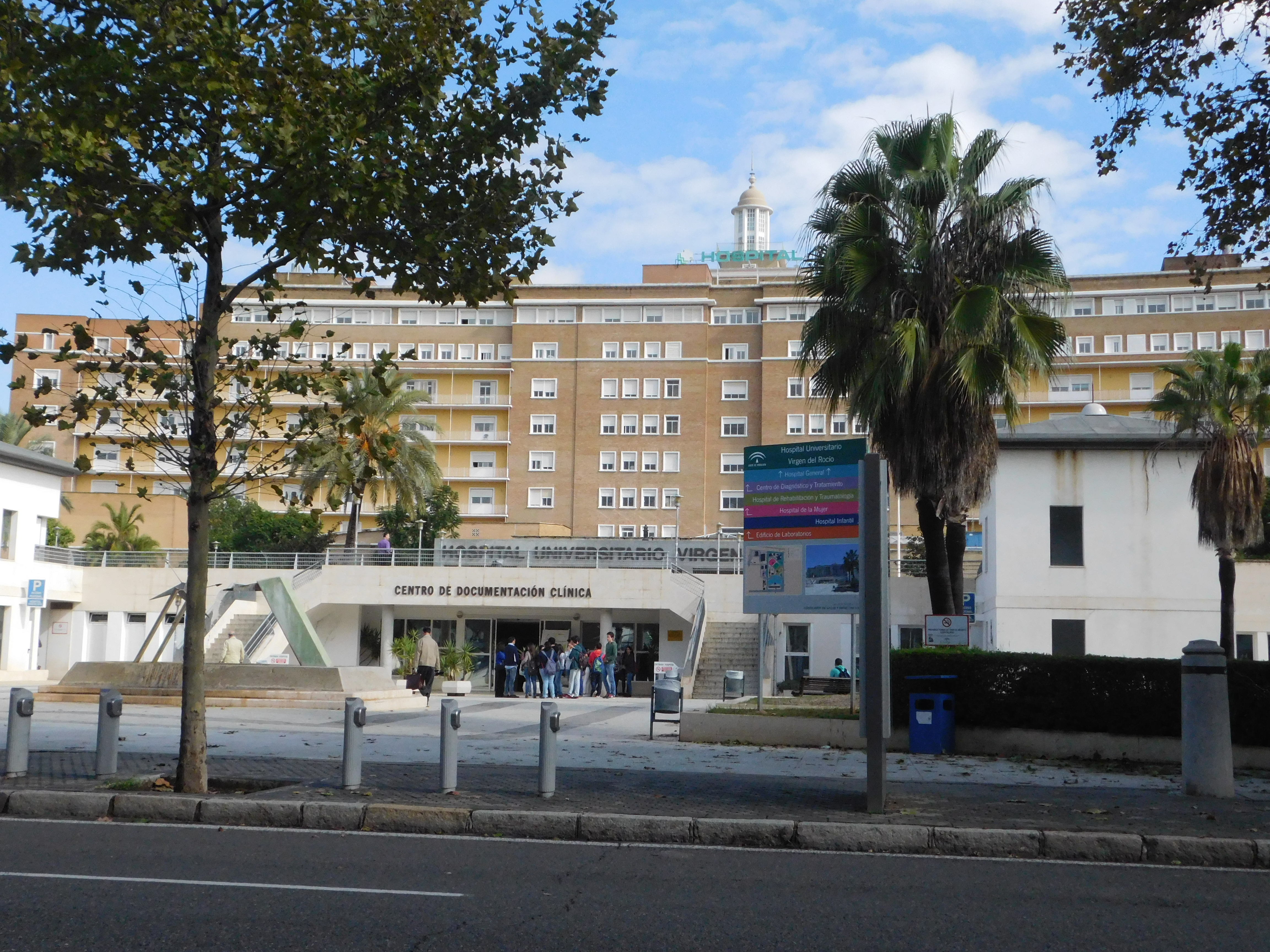
露水圣母大学医院

塞维利亚的卫生系统分为由安达卢西亚卫生局（SAS）管理的公共卫生系统提供的福利和私人医疗通过医生的私人咨询或不同的私人互助社（如Sanitas、Asisa或Caser）提供的福利。安达卢西亚第2/1998号卫生法将卫生保健分为两类：初级保健和专业保健。
根据安达卢西亚卫生地图，塞维利亚省的初级保健分为五个区，这些区又分为38个基本卫生区（ZBS），塞维利亚市对应一个只有一个基本卫生区的初级保健区。塞维利亚市有32个保健中心和三个诊所，其中一个是辅助诊所，用于初级保健。
专业保健和护理提供了适当的诊断、治疗和康复的技术和人力手段，由于其专业化或特点，可处理在初级保健一级无法解决的问题。有一个医院网络和专科中心，可用于定期和紧急的专科护理。塞维利亚有三家大学医院，覆盖中部、西北部和南部地区：
- 露水圣母大学医院。它为市中心地区677,163人提供服务。
- 马卡雷纳圣母大学医院。它为该市西北部521,026人提供服务。
- 巴尔梅圣母大学医院。它为该市南部331,518人提供服务。
- 圣胡安·德·迪奥斯医院。私人和协调的医院。

### 安全
在塞维利亚，运行112紧急系统，该系统通过免费电话112处理卫生和/或灾害、灭火、救援、公民安全和民防方面的任何紧急情况。112安达卢西亚的电信运营商以西班牙语、英语、法语或德语接听紧急电话，并加入了阿拉伯语。
塞维利亚制定的公民安全战略是由一个名为塞维利亚市议会行动协调中心的机构规划的，该机构的联系电话是112，该机构负责动员和聚集人们的重大活动，如复活节和春季博览会，或高风险的足球比赛，如当地最大竞争的足球比赛，或其他紧张和感兴趣的比赛，其中包括国家警察、地方警察、民防和消防安全部队。除了CECOP的成员外，他们还在其职权和责任范围内合作维护公民安全：国民警卫队、红十字会和西班牙称为061的卫生紧急服务。

### 社会服务
塞维利亚市提供的社会服务包括从地方、自治区或明爱、红十字会或其他非政府组织等私人慈善机构向处境最不利的个人或群体提供保护、监护和社会促进服务。安达卢西亚委员会将社会服务分为社区和专业服务。
塞维利亚市的社区社会服务由市议会社会福利和团结区管理。所提供的社会服务有四个不同的行动小组：社会信息、指导和评估服务（SIVO）、共存和社会融合服务（CORE）、家庭援助服务、社会合作服务和单位护理服务。

### 交通
塞维利亚已被工业部与马德里和巴塞罗那一起选择实施Movele试点项目，政府打算通过该项目分析电动汽车在城市中心内出行的可行性。它还拥有塞维利亚地区大都会交通联盟的一张非常有用的卡，可在大都会、城市、通勤、有轨电车、地铁和公共汽车上面使用。

#### 港口

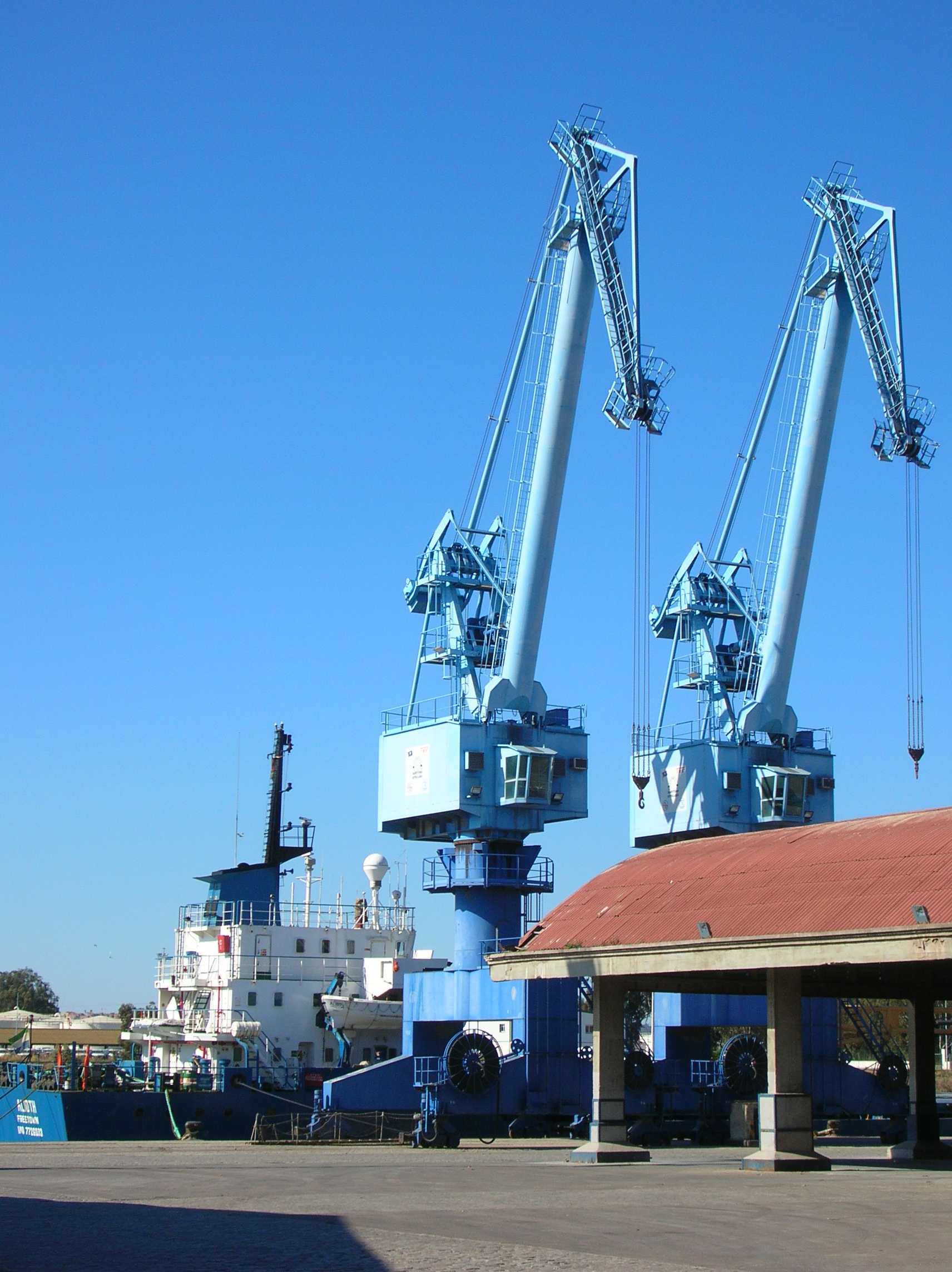
塞维利亚港口的起重机

塞维利亚港距离瓜达尔基维尔河口80公里，是西班牙唯一的商业河港，自2010年11月以来，它有一个新的船闸，可供大型船只进入。它的服务范畴既是地中海的，也是大西洋的，有几个因素使其成为主要的物流和商业点。早在中世纪后期，港口就已经是一个繁忙的中心，港口的鼎盛时期发生在1503年，当时在塞维利亚建立了贸易厅，垄断了与西印度的所有贸易，1717年，贸易厅被转移到加的斯。然而，港口的衰落早在17世纪就开始了，因为帆船吨位的增加使它们在瓜达尔基维尔河上的航行非常危险，并促使它们优先前往加的斯海岸。
塞维利亚港2007年的年吞吐量约为400万吨。它特别强调与农业部门（石油、谷物、化肥等）有关的散装、液体或固体以及普通商品的贩运。港口的腹地包括安达卢西亚西部、埃斯特雷马杜拉和西班牙中部的一些产品。

#### 机场
- 塞維利亞機場

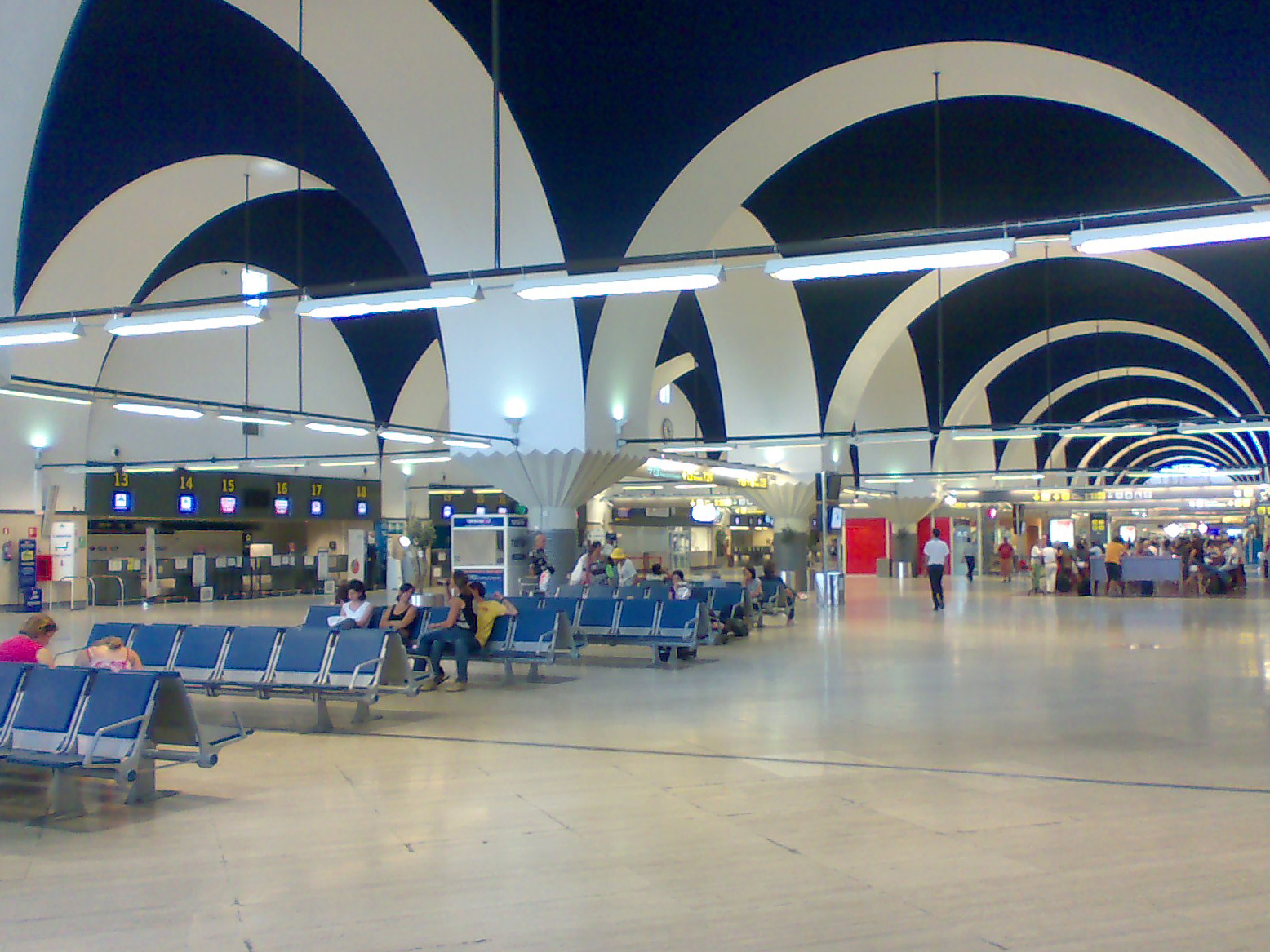
塞维利亚机场候机大厅

塞维利亚机场被称为塞维利亚-圣保罗机场，是塔布拉达（Tablada）空军基地关闭后该市唯一的机场。它由Aena管理，位于城市东北10公里处。它的最后一次翻新和扩建是在1992年塞维利亚世博会之际进行的，建造了建筑师拉斐尔·莫内欧设计的新航站楼，扩建了飞机停机坪，从A-4高速公路实施了新的通道，并在跑道以南建造了一座新的控制塔。塞维利亚机场主要服务于国内交通（79.8%）和国际连接。
根据Aena的统计，2019年塞维利亚机场运送了754,473名乘客。根据交通指数，塞维利亚-圣保罗机场可以与大城市的几个机场进行比较，这些机场起着次要作用，主要由低成本航空公司使用。此外，它在拉卡图哈岛有一个直升机停机坪，有四个起飞点，由南部的直升机和航空运输公司管理，由AGESA拥有。

#### 铁路
- 馬德里—西維爾高速鐵路

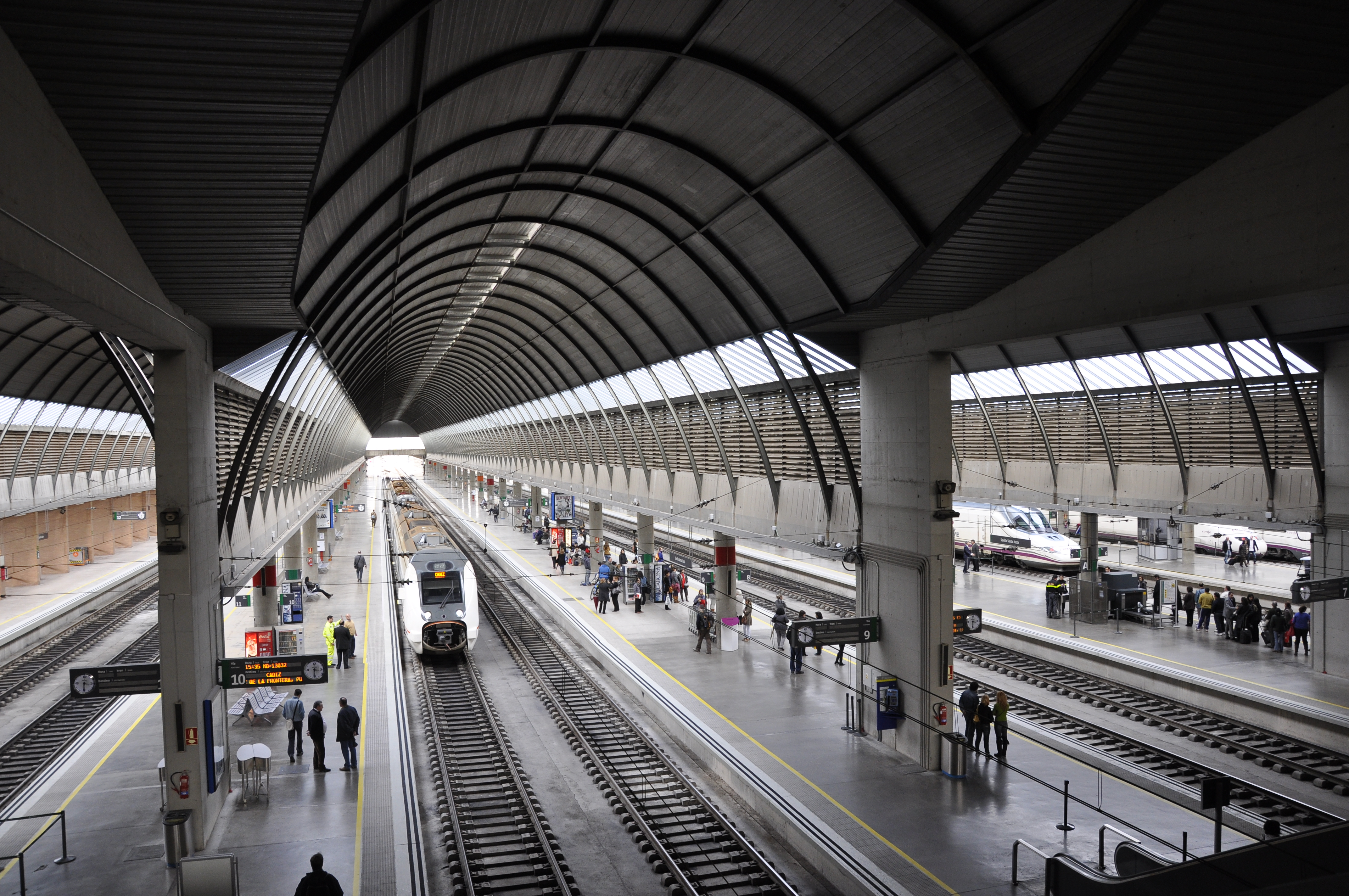
圣胡斯塔火车站站台

圣胡斯塔火车站是塞维利亚的中央火车客运站。它建于1987年至1991年，是西班牙第一条高速铁路（AVE）的起源，自1992年以来一直连接塞维利亚和马德里，并吸收了以前由武器广场站和圣贝尔纳多站提供的铁路服务。由于其旅客人数和重要性，它是本国最重要的车站之一，也是安达卢西亚的一个重要交通枢纽。它汇集了一个连接首都和省多个目的地的通勤列车网络，以及与安达卢西亚主要城市连接的几条区域列车线。

#### 高速公路
塞维利亚与连接其与安达卢西亚其他省会以及西班牙和葡萄牙主要城市的公路、高速公路和高速公路网络有着良好的连接。

#### 公共汽车
公共汽车覆盖了首都圈城市的广泛网络，并由大都市交通联盟提供服务。主要公交车站是圣塞巴斯蒂安普拉多站和武器广场站。

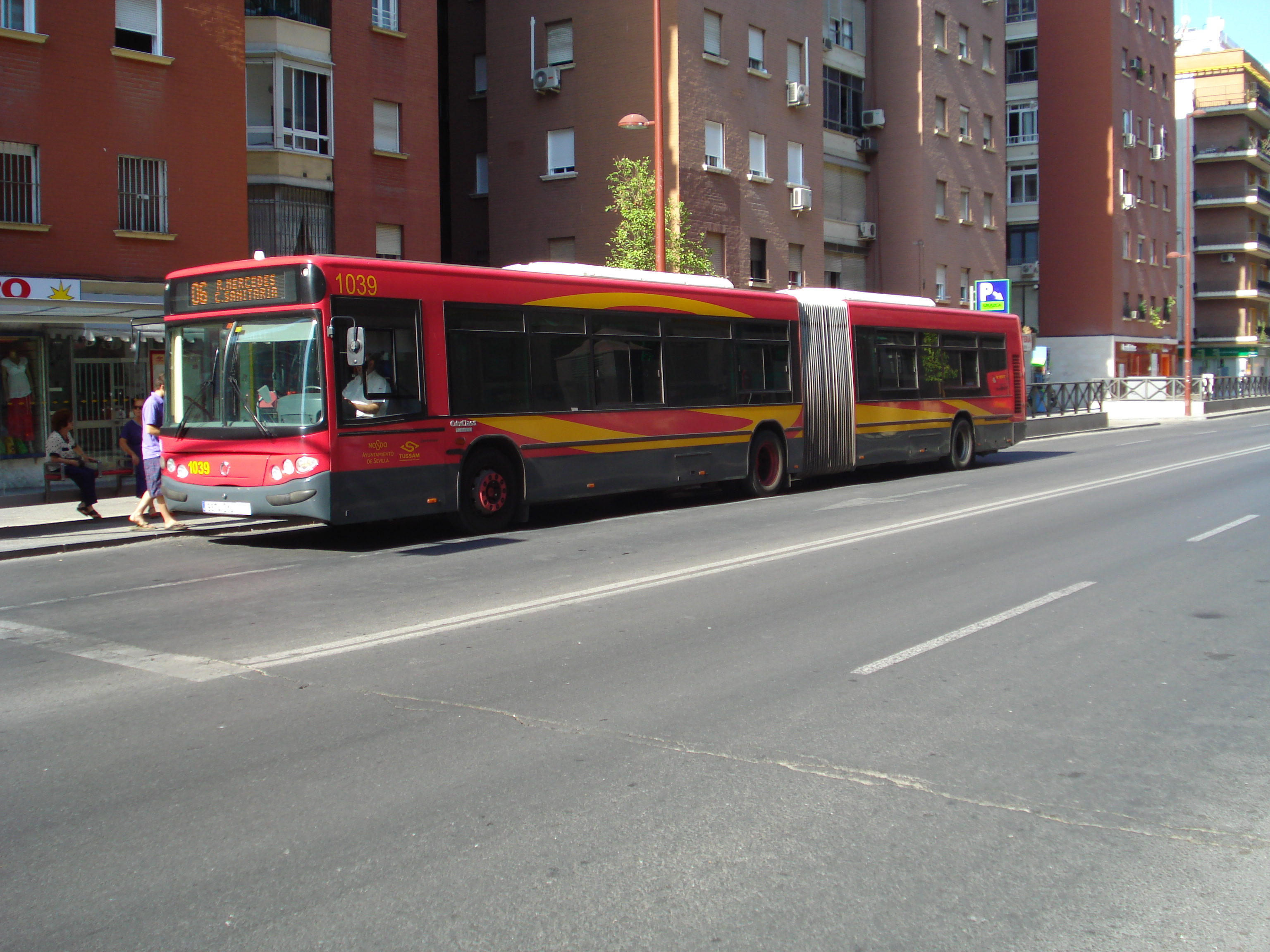
塞维利亚市内的公共汽车

塞维利亚地区大都会交通联盟是一个具有协会性质的公法实体，具有法人资格。该财团旨在阐明经济、技术和行政合作，以便在合并城市的领土范围内，共同协调行使其在建立和管理客运基础设施和服务方面的权力。
TUSSAM公司是一家市政股份有限公司，成立于1975年11月10日，负责管理塞维利亚市的城市公共交通服务，并在11万平方米的土地上新建了设施，拥有7250平方米的办公室、9000平方米的车间和7万平方米的停车场。TUSSAM拥有ISO 9001:2000质量控制证书。

#### 有轨电车
2007年10月28日，第一条有轨电车线路在塞维利亚开通，由城市交通公司TUSSAM以Metrocentro的名义运营。目前，有轨电车在圣伯纳德站和新广场之间行驶，经过恩拉马迪利亚街、卡洛斯五世大道、圣费尔南多大道和宪法大道，行程2.2公里，连接圣伯纳德地铁站和赫雷斯门地铁站，也可以使用大都会财团的交通卡，就像塞维利亚及其王冠的其他交通工具一样。

#### 地铁
塞维利亚地铁一号线于2009年4月2日开通，比原定日期晚了近三年。它有22个车站，分布在大都会地区的四个市政区，从Mairena del Aljarafe到Montequinto。可以使用大都会财团的交通卡访问服务。这条线的类型是地下的，因为它经过的城市中心，在高架桥或地面上，有100឴឴%的平台，将城市以外的未开发地区隔离开来。基本项目由4条线路组成，这些线路将穿过塞维利亚市中心，并延伸到大都会地区。

#### 自行车

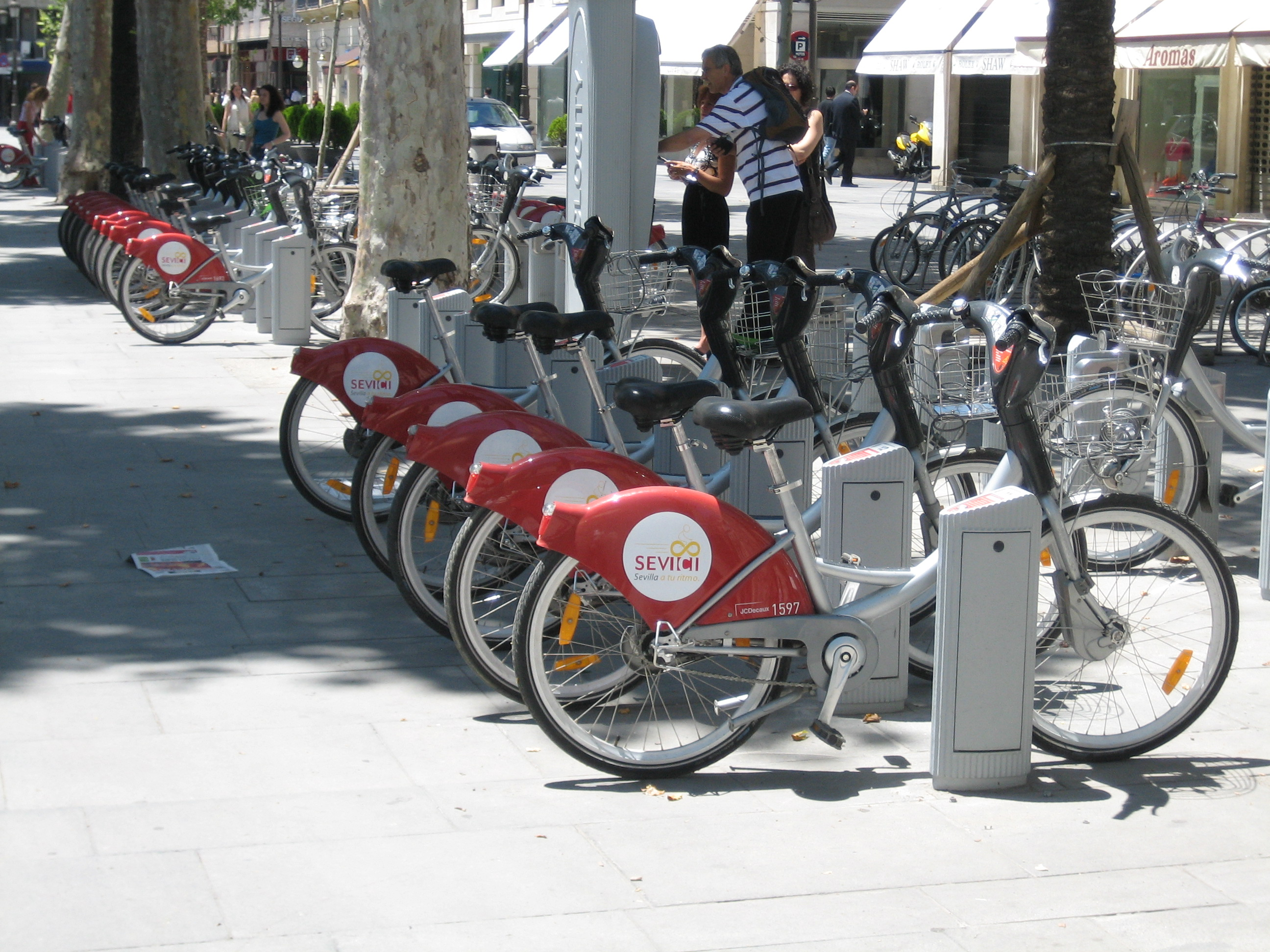
Sevici自行车租赁服务

2014年，塞维利亚有170多公里的隔离自行车道。该网络覆盖了整个城市，并向大都市环境发展。该市还提供公共自行车租赁服务Sevici，拥有260多个车站和近3000辆自行车的网络，该市每四名自行车行车人中就有一人使用这些自行车。
自行车占该市出行方式的8.9%。一个工作日的出行人数约为7万人，其中塞维利亚超过2万人。2006年，塞维利亚只有20公里的连接不良的自行车道，每天有6000名用户，实施了自行车道的总体规划和自行车道网络的建设，停车和公共自行车系统使自行车使用者人数增加了11倍。为了建造自行车道，取消了6000多个停车位，但同时每天减少了约2万辆汽车的使用，因为31%的新自行车使用者以前是开车或骑摩托车的。许多当地公司，如空中客车公司或阿苯哥公司，鼓励其工人使用自行车，塞维利亚大学有自行车贷款系统、视频监控停车场和通行证，这是自行车综合系统的一部分。
塞维利亚因其对自行车的承诺而获得了许多国际认可。2010年，联合国授予自行车道网络最佳实践奖。2013年，哥本哈根咨询公司将其确认为世界上第四大自行车使用城市，仅次于阿姆斯特丹，哥本哈根和乌得勒支。此外，消费者和用户组织（OCU）得出结论，该市拥有整个西班牙最安全、设计最好的自行车道网络。塞维利亚自行车道的用户也是最重视整个西班牙这一基础设施的人群。

#### 建造中的工程
2022年正在进行运输基础设施工程包括：
- 与马拉加（西班牙高速铁路仍在等待中，以避免通过科尔多瓦）、加的斯（时速200公里的线路）和韦尔瓦等城市建造高速列车支线。
- 建造新一轮名为SE-40的环路。
- 港口新的水闸，允许更大的船只进入塞维利亚。
- 塞维利亚地铁网络的3号线，一号线自2009年4月2日起运营。
- 延长已经运营的城市有轨电车的路线，将其带到圣胡斯塔车站。

#### 通勤时间
例如，人们在塞维利亚乘坐公共交通工具往返工作的平均时间为34分钟，而7%的人每天花费超过2小时。人们在车站或车站等待的平均时间为8分钟，而15%的人每天等待20分钟以上。人们通常在一次旅行中行驶的平均距离为5.6公里，有7%的人在一个方向行驶超过12公里。

## 文化

### 文化协会
最初被称为文化与远足协会，成立于1887年。在19世纪和20世纪，他是这座城市的最大文化代表处，甚至是1926年伊斯拉克里斯蒂纳等其他景点的典范。塞维利亚文化协会中最突出的事件之一是在1927年贡戈拉逝世300周年之际召集诗人，这一呼吁产生了27一代的起源。

### 文化设施

#### 马埃斯特兰萨剧院

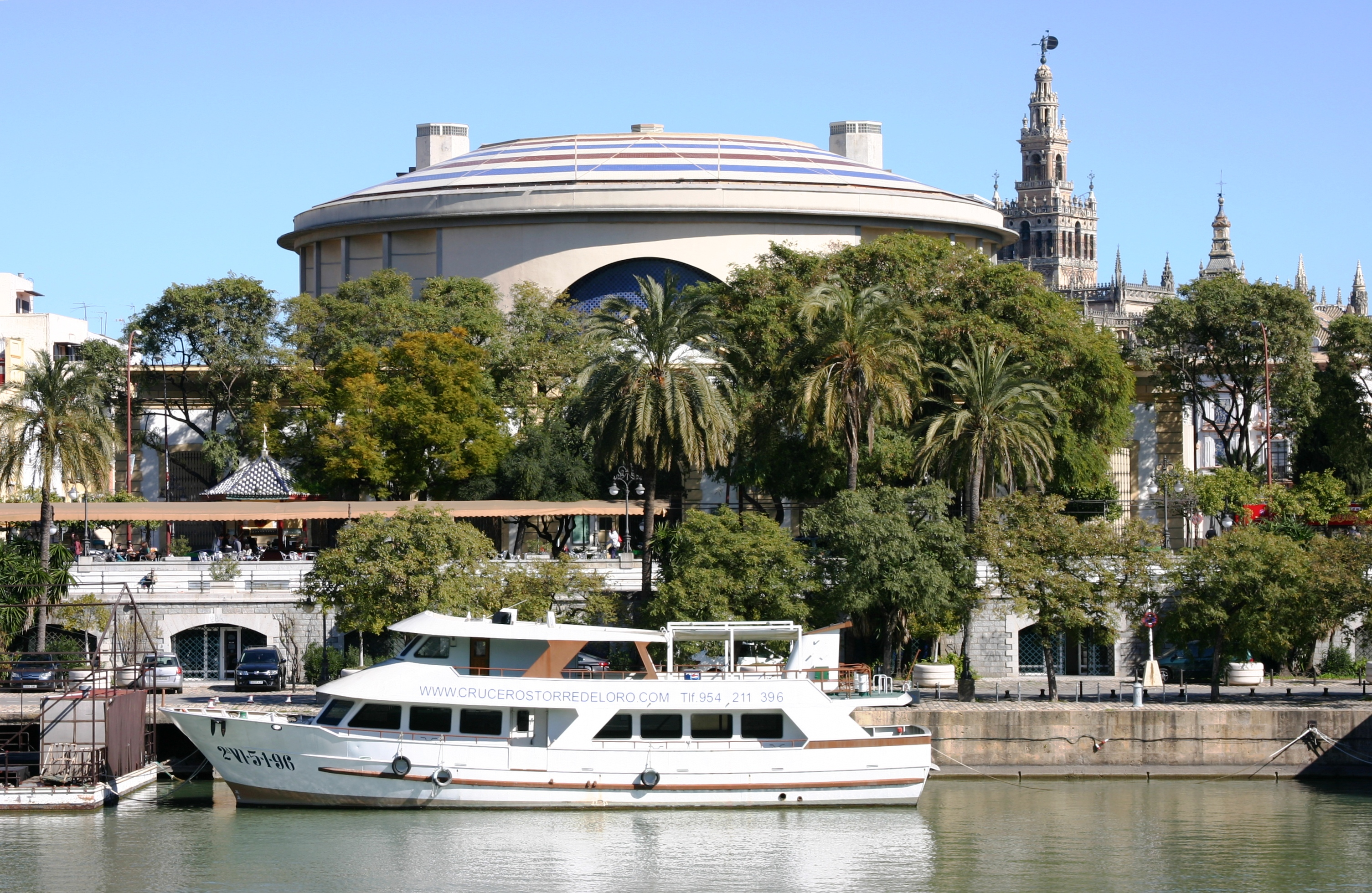
从瓜达尔基维尔河俯瞰马埃斯特兰萨剧院

马埃斯特兰萨剧院位于该市纪念区的环境中，靠近皇家造币厂，距离旧烟草厂和斗牛场不远，面向黄金塔和瓜达尔基维尔河。它占据了以前皇家炮兵司令部所在的土地，只保留了正面。
它是在1992年世博会之际建造的，目的是为这座城市提供广阔的风景空间。它于1991年5月2日由索菲亚王后揭幕。它是圆柱形的，可容纳1800名观众（1794人，加上6个残疾人使用轮椅的地方）。它有一个47.20米的圆顶和一个舞台，2007年的面积增加到1900平方米。

#### 罗西欧·胡拉多礼堂
罗西欧·胡拉多市政礼堂是在1992年塞维利亚世界博览会期间在拉卡图亚岛建造的。3000平方米的舞台面积是世界上所有户外礼堂中最大的。它还有一个可容纳120名音乐家的管弦乐广场。同一地点的天然山丘变成了一个非正式的看台，4000个不同颜色的座位和从山坡草坪上的侧视重叠在一起。它的正面覆盖着马凯尔大理石（取自阿尔梅里亚）。2006年，它成为市议会的财产，市议会以流行歌手罗西欧·胡拉多的名字命名。礼堂目前提供的节目包括大量大型和受欢迎的艺术家和音乐团体的音乐会，主要是在夏季。

#### 洛佩·德·维加剧院
洛普·德·维加剧院位于玛丽亚·路易莎大道（靠近玛丽亚·路易莎公园）。它建于1929年，建筑师维森特·特拉维尔。这是伊比利亚-美洲展览中城市展馆的礼堂。该展馆有一个大厅，后来成为展览式的赌场。剧院占地4600平方米，可容纳1100名观众。它的建筑是巴洛克风格的，无论是在整体上还是在装饰上，这座建筑都忠实于这种风格。舞台包厢、座位、银座、包厢、圆形剧场和天堂为剧院增添了壮观的美景。

#### 中央剧院
中央剧院于1992年在世界博览会场地落成。剧院的设计是一个盒子套着另外一个盒子。其中一个房间被称为奇迹大厅，由一个20.50米高的黑盒子组成，旋转并刻在另一个盒子里。一个干净的体积，用天然石头覆盖，没有装饰，在瓜达尔基维尔河水边缘的植被中脱颖而出。
舞台是圆形可移动的，可以让观众更接近表演。这种多功能性得到了其容量的补充，容量在700至1300名观众之间变化，允许不同风格的表演，无论是意大利式的、伊丽莎白时代的、竞技场式的还是音乐会。

### 博物馆

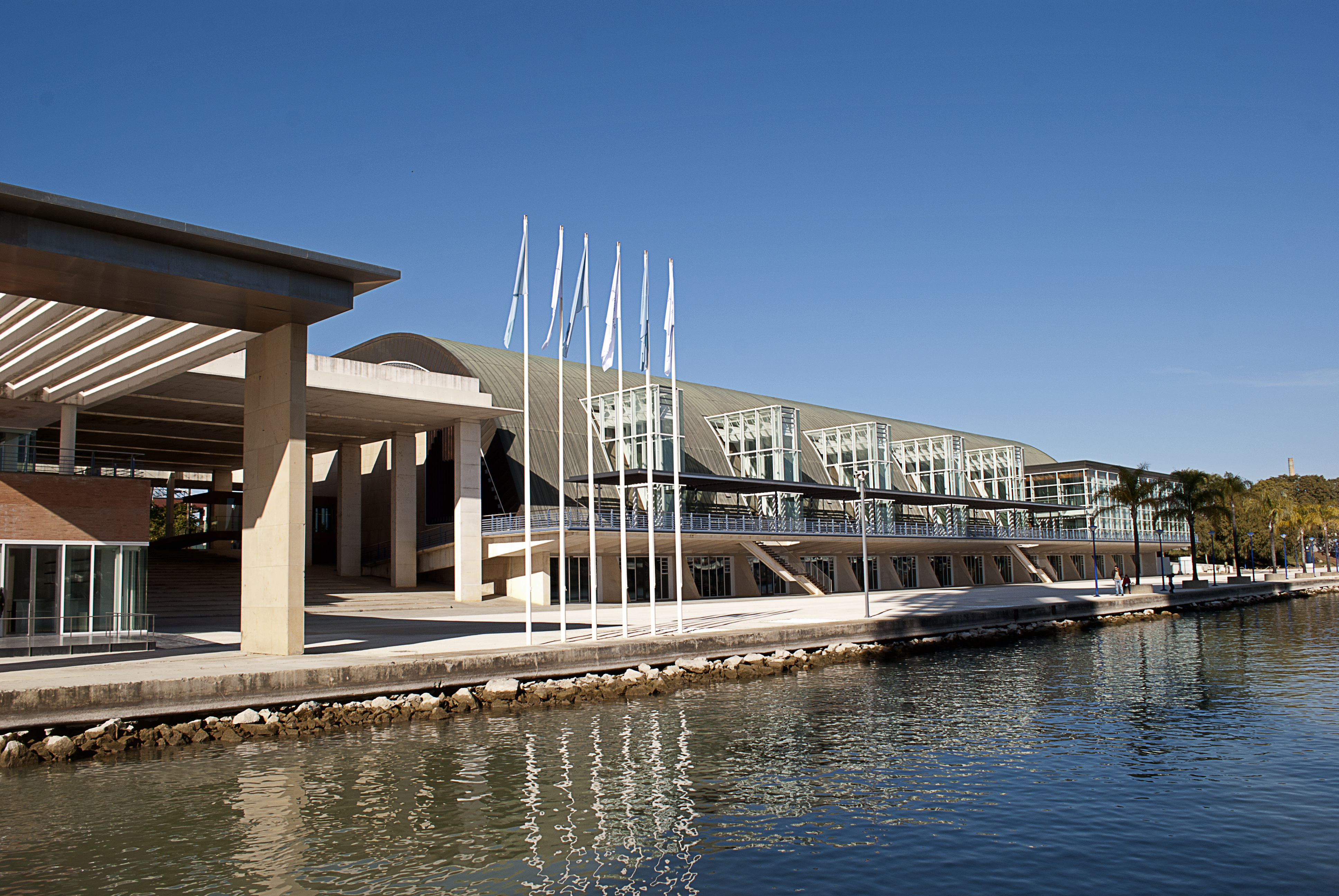
塞维利亚航海馆，用于海事博物馆的展览和其他活动

塞维利亚有许多博物馆，每个博物馆都专门研究一个特定的主题。该市的运营和可参观的博物馆包括：美术博物馆、考古博物馆、艺术与传统博物馆、安达卢西亚当代艺术中心、西印度总档案馆、彼拉多官邸、阿尔加巴侯爵宫、雷布里哈伯爵夫人宫、大教堂博物馆、海军博物馆、塞维利亚军事历史博物馆、弗拉门戈舞蹈博物馆、斗牛博物馆和皇家马术学院斗牛场，马车博物馆、马卡雷纳大教堂博物馆、穆里略之家博物馆、塞维利亚大学地质博物馆。

### 展览会

#### 弗拉明戈展
塞维利亚和最重要的而又传统的吉卜赛区特里亚纳， 是弗拉明戈发展的主要中心。弗拉门戈于2010年被联合国教科文组织命名为世界非物质文化遗产。弗拉明戈双年展是一个每两年在塞维利亚举行一次的节日，以该市现有的各种剧院为舞台。弗拉明戈Cante jondo流派最具代表性的艺术家参加了音乐节，并为该流派的新承诺提供了机会，这些承诺正在融入音乐界。第一个双年展于1980年举行，第十五个双年展于2008年9月举行。双年展包括一系列表演，旨在从一开始就将双年展与造型艺术、戏剧、电影、音乐和诗歌的世界联系起来。

#### 马展
Sicab是一个专门为西班牙纯种马举办的博览会。这是世界各地专题展览的最高表达。没有另一个单一品种的博览会可以吸引更多的样本。
它每年11月的第三个周末左右在会展中心举行。但在这一联合方案中，包括一系列补充活动，这些活动代表了本地的马在历史上受到钦佩的特点。这些活动包括形态西班牙锦标赛、经典Doma Ancce杯、Doma Vaquera Ancce杯和夜间表演。

#### 电影节
塞维利亚欧洲电影节最初于2001年作为塞维利亚电影和体育节诞生，目前由安达卢西亚市议会组织。其基本目标是传播欧洲电影文化，特别关注新兴电影制作，为新的电影表达媒体的加入铺平道路。同时，还鼓励新创作者和知名人物的作品聚集在一起，以展示国际上最新和最重要作品的广阔前景。该电影节还为欧洲电影业提供了一个年度聚会场所。除了两个竞争部分，一个是故事片，另一个是纪录片，还安排了特定作者的特定周期，广告电影，研讨会，音乐会和其他文化活动。

#### 书展
春季在塞维利亚举行的书展是该市最重要的文化活动之一。自2002年以来，塞维利亚书展协会一直负责组织博览会。
共有22个公共和私营机构组成了书展协会，其中最重要的是塞维利亚书店协会、作家协会、安达卢西亚研究中心基金会和何塞·曼努埃尔·拉拉基金会。每一场比赛都有杰出的作家参加，他们在博览会上展示了他们的最新书籍。

#### 电子游戏和亚洲文化节
塞维利亚电子游戏和亚洲文化节，也称为漫画节（Mangafest），是一个致力于漫画、动漫以及日本和亚洲文化的节日。它每年12月的第一个周末在塞维利亚的会议和展览宫举行。

### 节日
在春季，塞维利亚有两个具有国际声望的标志性节日，即圣周（复活节）和四月节。露水圣母巡礼、基督圣体圣血节和特里亚纳的圣安娜蜡烛也受到塞维利亚公民的欢迎。

#### 圣周

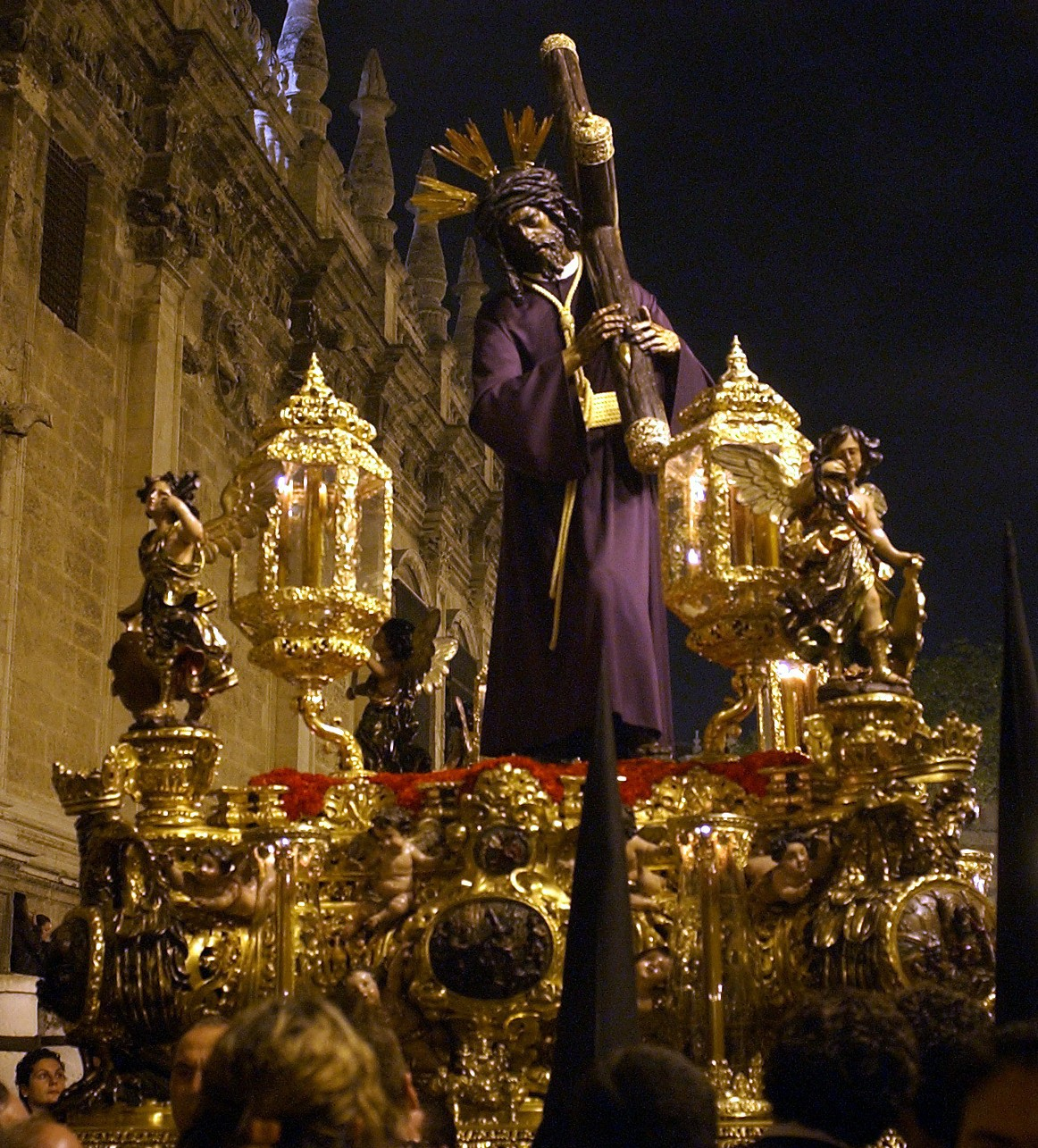
塞维利亚圣周中的伟大力量形象

塞维利亚圣周庄重而美丽的游行和两周后举行的五彩缤纷的生动的集市具有国际知名度。在集市期间，家庭，商贩和各个机构纷纷搭起大帐篷，人们在里面饮酒跳舞并相互结识。按照传统，女人们穿上精心制作的弗拉明戈礼服，而男人们则穿上最好的西装。大帐篷在一个固定的露天游乐会会场搭建，所在街道以一个著名的斗牛士命名。
复活节游行由兄弟会（西班牙语：cofradía）组织，每个兄弟会都有一系列宗教、艺术、社会和历史因素。一周从棕枝星期日到复活星期日，每天都有代表携带基督的画像进行游行。这些步骤由水手（Costalero）携带，由队长领导，并由一群拿撒勒人（Nazareno）陪同。塞维利亚圣周的典型做法是在窗户和阳台上的台阶上唱歌。目前有60个兄弟会游行，其中最受欢迎的是伟大力量、埃斯佩兰萨·马卡雷纳、特里亚纳的埃斯佩兰萨和吉普赛人。

#### 四月节

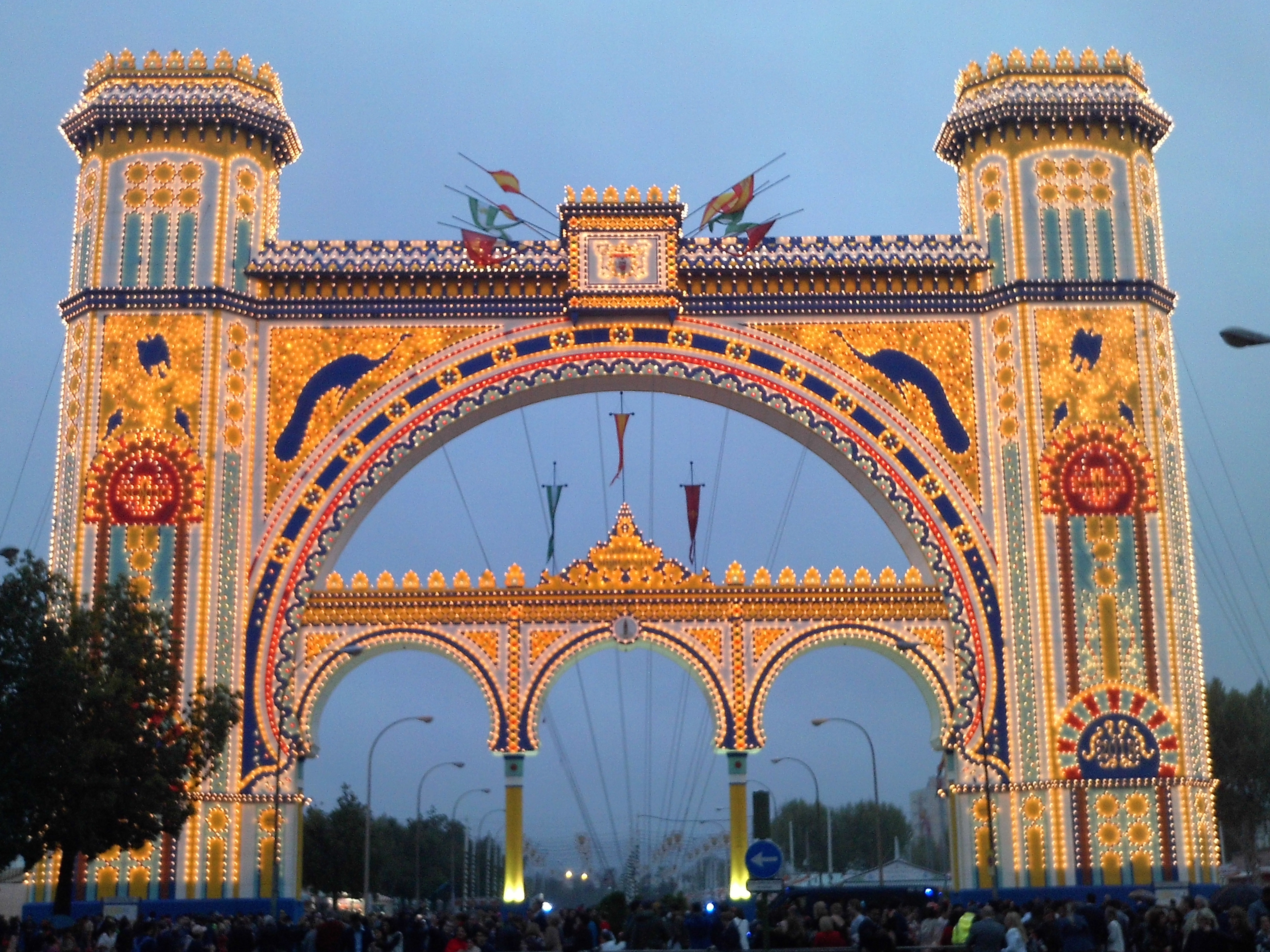
四月节的大门

四月节，也称为“四月博览会”，是一个受欢迎的节日，春季在塞维利亚举行，几乎总是在四月。博览会在洛斯雷梅迪奥斯区举行，被认为是全国旅游利益的节日，自1965年以来一直有国际旅游影响力。
皇家博览会（Real de la Feria）由24个街区组成，面积约45万平方米，有1047个展位，大小不等。皇家公路由15条街道组成，上面有与塞维利亚有关的斗牛士的名字。该场地的这一部分配备了基础设施，为每个安装的摊位提供水、下水道和电力。
与博览会的皇家相结合的是一个暂设的游乐园设施，有大约400个不同的景点，被称为“地狱之街”。在市政摊位上，市议会的礼仪活动在那里进行，每个地区都有一个供公众使用的摊位。其他大多数展位仅限于其合作伙伴及其客人进入。

#### 露水圣母巡礼
露水圣母巡礼是一种节日朝圣，巡礼者在五旬节周末在韦尔瓦阿尔蒙特市同名村庄的露水圣母修道院。在塞维利亚有六个罗塞拉斯兄弟会，其中最古老的是特里亚纳兄弟会，同样重要的是塞维利亚-萨尔瓦多、塞罗·德尔·阿吉拉、塞维利亚南部、马卡雷纳和卡斯特伦塞。塞维利亚之路是通往露水村的所有道路中最著名的。

#### 基督圣体圣血节
基督圣体圣血节是一个天主教节日，在复活主日之后的下周四至第八个周日举行。那天，所有塞维利亚宗教兄弟会（荣耀、忏悔或圣礼）都聚集在一个由九个步骤组成的游行队伍中，其中包括塞维利亚圣徒、城市赞助人、圣埃斯皮纳和与基督身体的监护者。伴随着的是各种社会、教会、军事和公民代表。这是一个被认为符合国家利益的节日。

#### 圣安娜的守夜
夏季派对于7月21日至26日在特里亚纳区举行。它起源于13世纪末，因为庆祝圣地亚哥和圣安娜的节日。圣安娜的守夜来自圣安娜教区的一个古老的朝圣活动。在接下来的一周里，街道上装饰着灯笼、摊位和陶艺市场。现场表演、奖杯和各种体育赛事以及著名的La Cucagna游戏都在举行，在这场游戏中，年轻人试图在水平放置在河上的涂有脂肪的棍子末端拿起一面旗帜。

### 斗牛
塞维利亚皇家竞技斗牛场是西班牙最古老的斗牛场之一。它是该市斗牛的举办地，在四月节上举行的斗牛对球迷特别重要。它被认为是该市最受欢迎的旅游景点之一，也是该市游客最多的纪念碑之一。斗牛场可容纳12500个席位，由总部设在塞维利亚的贵族公司拥有，并以其命名。斗牛场于1749年开始建造，以取代位于现场的矩形斗牛场，由于分阶段建造，斗牛场需要多年的时间。
1765年，建造了名为王子包厢的广场的内立面，由两个部分组成：通往广场的大门，胜利的斗牛士从那里出来，包厢本身仅供王室使用。它的建造于1881年完成。1914年至1915年间，在塞维利亚建筑师阿尼瓦尔·冈萨雷斯的指导下，对石板铺设进行了改造，用另一块坡度较缓的砖块代替。
广场附近有献给在广场上取得成功的塞维利亚斗牛士的雕像，其中最突出的是献给右撇子库罗·罗梅罗的雕像。皇家竞技斗牛博物馆于1989年落成，位于斗牛场的看台下，那里有绘画收藏品、斗牛海报、照片、灯光服装、青铜器、瓷砖和雕塑。后者包括马里亚诺·本利乌雷的作品和库罗·库查雷斯、佩佩·希洛或斯巴达人等传奇斗牛士的半身像。

### 休闲娱乐活动
由于城市的气候，与娱乐和休闲有关的活动在开放空间进行。这些活动包括四月节和复活节。塞维利亚和贝蒂斯队在其体育场举行的足球比赛，以及神奇岛主题公园和阿奎奥波利斯水上公园的活动，也在开放空间举行。
在马埃斯特兰萨剧院、罗西欧·胡拉多礼堂和奥林匹克体育场举行了各种音乐音乐会，在斗牛场有非常重要的斗牛表演，特别是四月节的斗牛。这座城市还拥有许多剧院和电影院。体育锻炼，特别是在瓜达尔基维尔河边上骑自行车或者在河中划船，以及在城市公园散步，是许多塞维利亚人选择的另一种分散注意力的选择，也是与家人和朋友一起休闲的选择。塞维利亚夜晚最繁忙的地区是：市中心；海格力斯阿拉米达；维亚波尔地区，年轻人非常拥挤的迪斯科舞厅；特里亚纳和贝蒂斯街。距离历史中心更远的地区，如拉扎大道（港口）、拉卡图哈岛（神奇岛地区）或塞维利亚东部（会议宫附近），提供许多酒吧和迪斯科舞厅。

### 美食

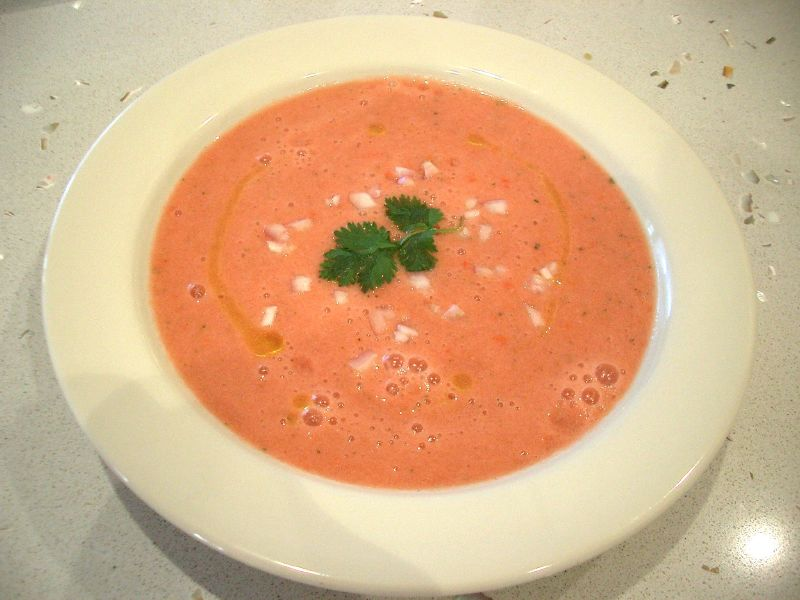
番茄风味的西班牙冻汤

塞维利亚美食受到城市气候的严重影响，因此有一种典型的冬季美食和一种非常不同的美食，以适应夏季的热量和高温。塞维利亚美食的特点是简单和节俭，它不是基于复杂的加工，而是基于地中海饮食产品的明智调味。为了抑制夏季的高温，西班牙冻汤、俄国沙拉、各种称为酱汁的冷菜和各种沙拉脱颖而出。炸鱼是一种用大量橄榄油油炸各种鱼类的菜肴，全年食用。此外，品尝各种各样的香肠也很常见，主要是塞拉诺火腿，以及各种奶酪；虽然品尝已经传统的塞拉尼托并不少见，但这是一种起源于塞维利亚的安达卢西亚小吃。
塞维利亚的烹饪基于附近省市的出产，包括来自加的斯省的海鲜,来自哈恩省的橄榄油, 以及来自赫雷斯-德拉弗龙特拉的雪利酒。
塔帕斯（西班牙語：tapas）是该市的一个重要文化特色之一：人们从一间酒吧走到另一间，品尝被称为塔帕斯的小碟菜——在西班牙文的字面意思为“盖子”，它有一个有趣的来源：以前，人们喜欢坐在室外喝啤酒，但是室外苍蝇多，它们不断的飞进杯子里；人们便想出了用装着食物的小碟子盖住杯子，来防止苍蝇飞入。慢慢地，这种小碟菜便演变成今天西班牙的特色──塔帕斯。
当地的特色菜有炒海鲜或烧烤海鲜（包括鱿鱼和章鱼，剑鱼及狗鲨）、带酱汁的烤肉、菠菜、鹰嘴豆、伊比利亚火腿、带雪利酒酱汁的羊腰子蜗牛，还有西班牙凉菜汤。
装点城市风景的塞维利亚橙味道太过酸涩，通常只用于制造果酱。

### 方言
塞维利亚当地说的是一种安达卢西亚方言，当地的发音是基于Seseo的，但同时也位于一个Ceceo占主导的区域。
在其形态中，由于动词连词中最后一个“s”的丢失，根据主语使用人称代词非常频繁，有时过度或多余，例如“yo（我）”和“tú（你）”，以便听者清楚地感觉指的是第一人称还是第二人称，例如：lo que tú digas（你说什么）。

### 音乐
塞维利亚的音乐场景是西班牙最具特色的场景之一。20世纪70年代，该市出现了一场新的音乐运动，即安达卢西亚摇滚（弗拉明戈摇滚），它将前卫摇滚与传统弗拉门戈摇滚融合在一起，受到平克·弗洛伊德、King Crimson、门户乐团、Jethro Tull等乐队的影响。

### 体育
塞维利亚的体育活动由市政体育研究所（IMD）监管，该研究所在塞维利亚的各种体育中心提供广泛的体育活动，如体操、有氧运动、肌肉锻炼、武术、网球等。西甲著名的俱乐部塞维利亚和皇家贝蒂斯位于此市，彼此之间的对决被称为塞维利亚德比。

#### 体育网络
该市有一个广泛的体育中心网络，隶属于市政体育研究所，其中许多由私营公司根据行政特许经营。在其中许多中心，可以进行不同的体育活动，如游泳和获得室内展馆、多运动场、田野、肌肉室、体育校园的租金。

#### 塞维利亚奥林匹克体育场

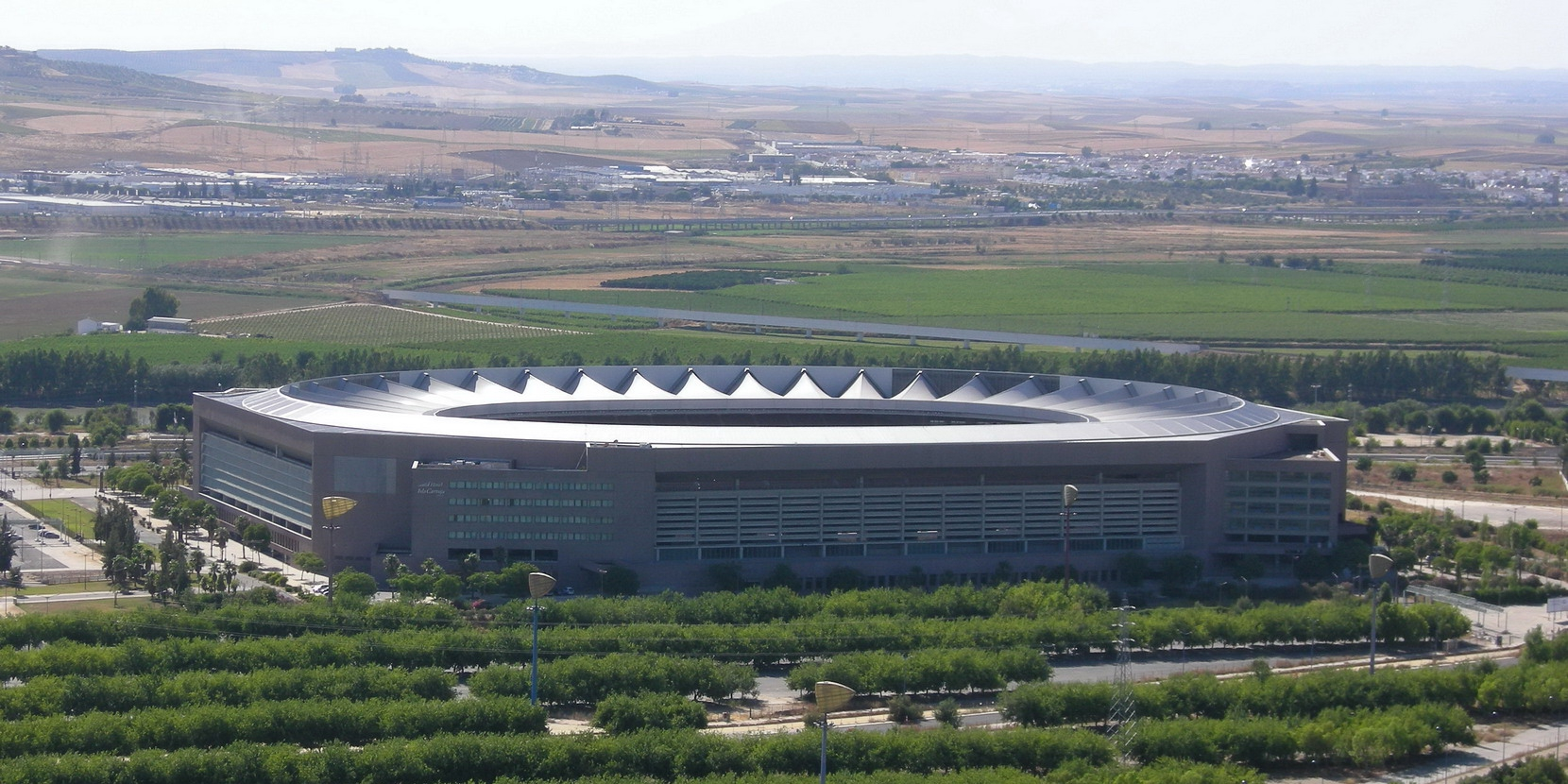
塞维利亚奥林匹克体育场远景

塞维利亚奥林匹克体育场是一个多功能体育场，旨在在安达卢西亚委员会的资助下，在塞维利亚市举行奥运比赛。它占用的土地中有57%位于邻近的桑蒂蓬塞市。它可容纳57631个座位。体育场于1999年5月5日落成。并主办了1999年世界田径锦标赛。2008年，皇家贝蒂斯足球俱乐部和塞维利亚足球俱乐部都无法达成使用体育场的协议。2003年欧洲足协杯决赛、1999年和2001年国王杯决赛或两届戴维斯杯决赛（2004年和2011年）等体育和音乐赛事都在这一场地举行。

#### 圣保罗体育宫
圣保罗体育宫是一个市政综合体，位于圣保罗多边形区，由市议会市政体育研究所管理，可以在那里举行各种体育赛事，尽管它是参加ACB联赛的当地篮球队的主场，称为塞维利亚卡哈索尔或塞维利亚篮球俱乐部。他举办的国际赛事包括1991年室内田径世界锦标赛或1998年艺术体操世界锦标赛。

#### 拉蒙·桑切斯·皮斯胡安球场

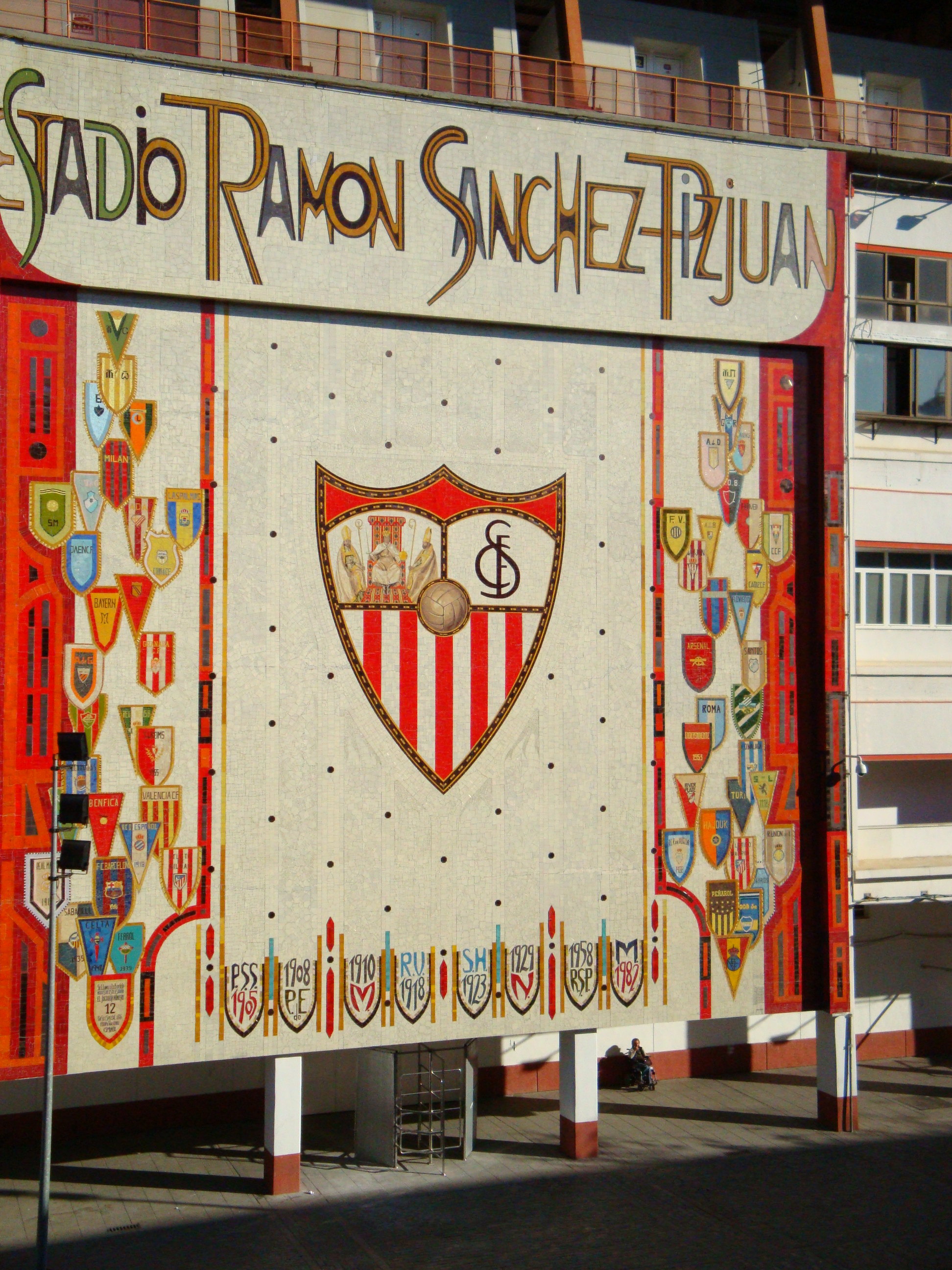
1982年世界杯期间的皮斯胡安球场纪念马赛克

拉蒙·桑切斯·皮斯胡安球场是塞维利亚足球俱乐部队进行正式比赛的舞台。它位于内尔维翁区。这座体育场是塞维利亚足球俱乐部的财产，他的名字是以一位多年担任俱乐部主席的人命名，于1938年开始建造这座体育场，购买了俱乐部已经租用的土地。

#### 贝尼托·比利亚马林球场

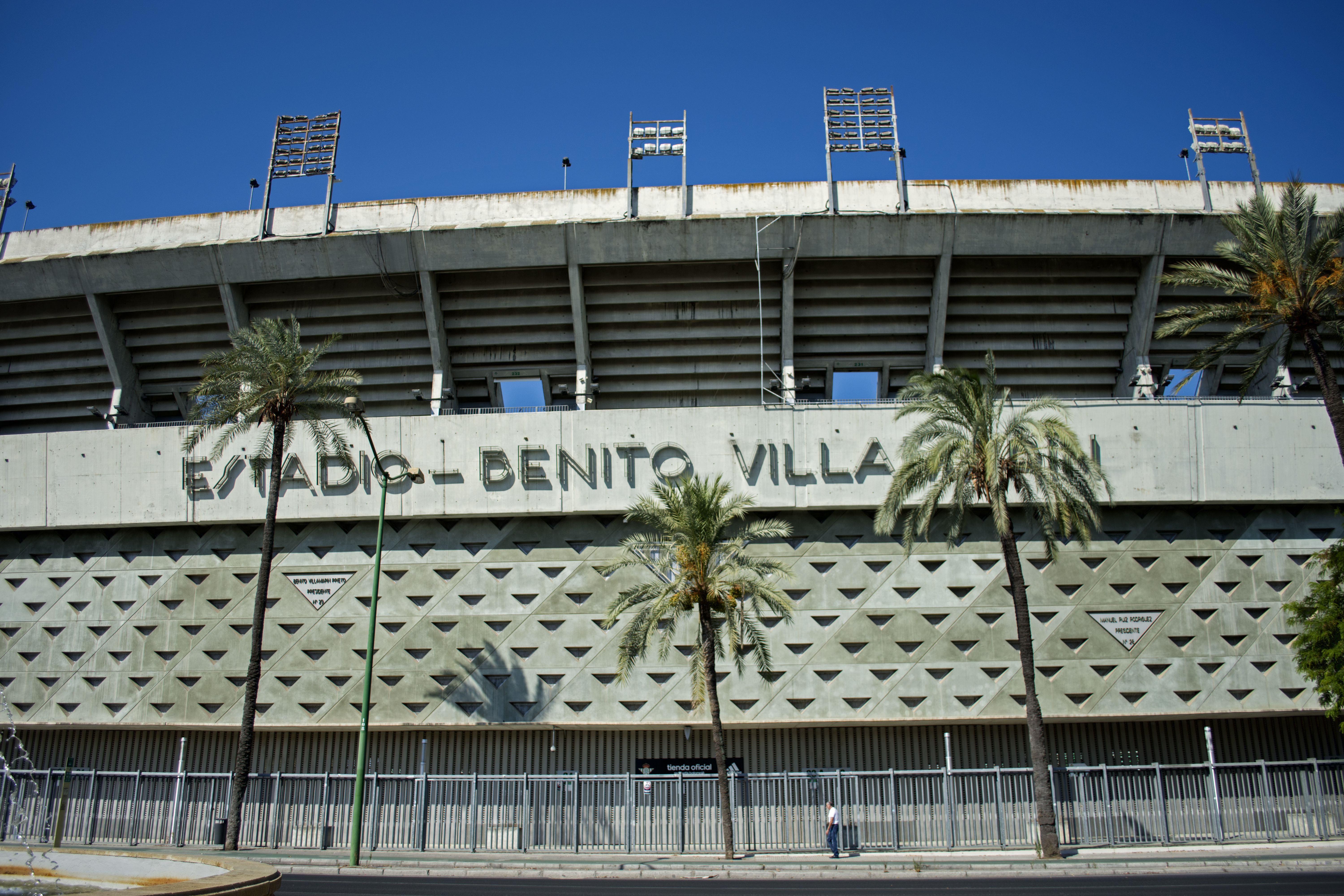
2016年的比利亚马林球场

贝尼托·比利亚马林球场是皇家贝蒂斯足球俱乐部用来在其中进行正式比赛的体育场。它位于拉帕尔梅拉大道的尽头，与埃利奥波利斯区相对应。这座体育场是皇家贝蒂斯足球俱乐部的财产。

#### 瓜达尔基维尔河

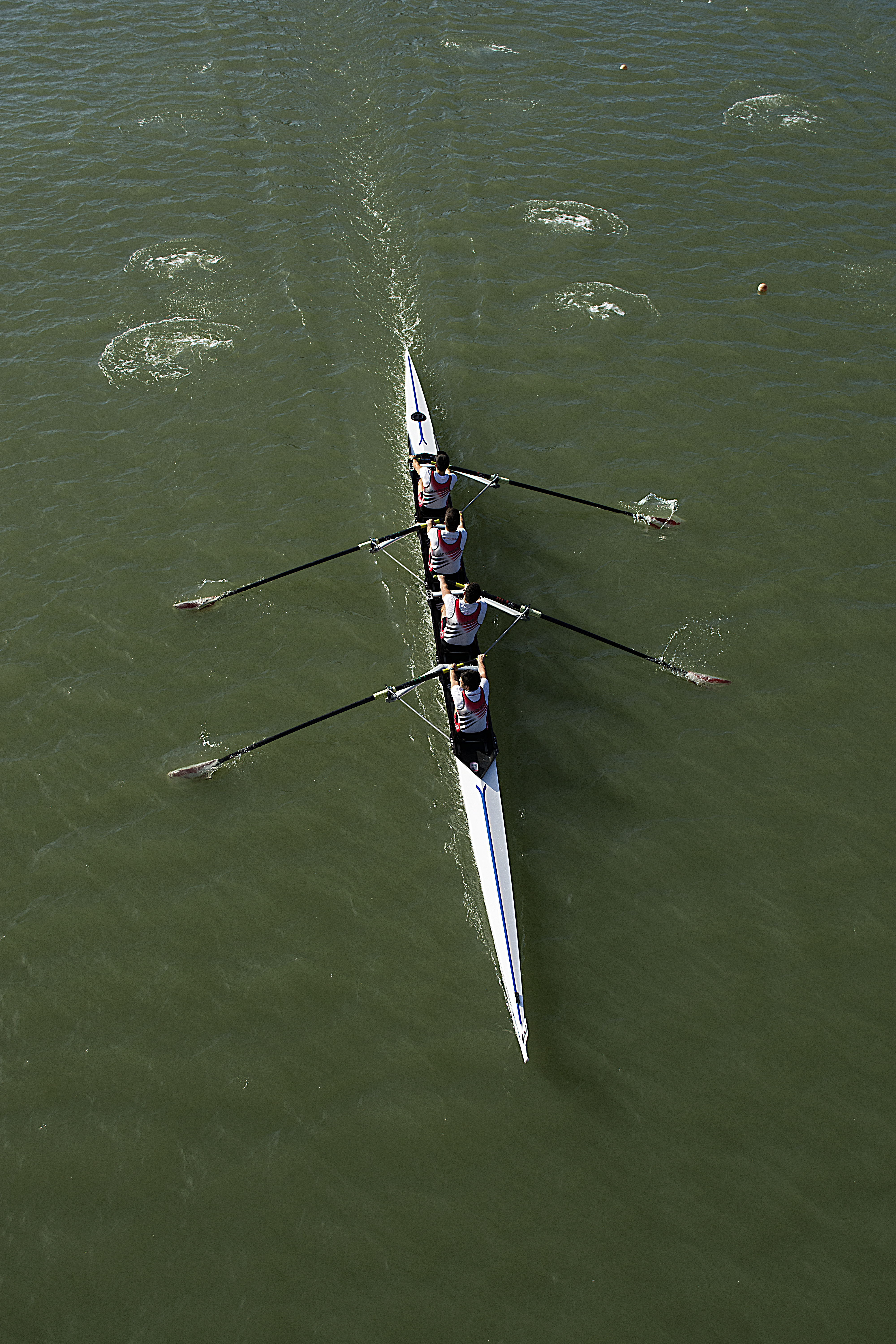
瓜达尔基维尔河上的皮划艇训练

瓜达尔基维尔河是对该市影响最大的地形要素，不仅影响该市开展的多种旅游和工业活动，还影响到体育活动。大多数水上运动，特别是划船和皮划艇，都可以进行。在这些运动中，几位参加世界锦标赛和奥运会的塞维利亚运动员脱颖而出。
为了练习，有几个体育俱乐部，如塞维利亚航海俱乐部、塞维利亚划船俱乐部和瓜达尔基维尔86等。此外，在赛艇和皮划艇领域，拉卡图哈的高性能赛艇和皮划艇专业中心脱颖而出，该中心拥有现代化的设施，为优秀运动员做好准备，并接待来自几个国家的国家队进行备战训练。

### 媒体

#### 报纸
在塞维利亚可以购买发行量最大的国家、区域和国际性报纸，其中一些报纸包括当地或区域新闻部分。但主要出售在塞维利亚出版的有三种一般信息报纸，其中阿贝赛报（ABC）的塞维利亚版发行量最大。这家报纸属于Vocento集团，与马德里ABC相比，拥有自己的编辑自主权，尽管它们其实共享许多内容。2007年11月的平均发行量为47744份。在塞维利亚出版的下一份发行量最大的一般信息报纸是属于Joly集团的《塞维利亚日报》，该报还在安达卢西亚其他省会出版报纸，并与之分享内容。塞维利亚媒体的主要报纸是《安达卢西亚邮报》，根据OJD的数据，2014年平均发行4690份。另外，每天早上在城市最繁忙的地方免费分发20分钟报。

#### 广播
塞维利亚所有在省和地区一级运营的主要广播电台都可以收听，在该市，当地电台在不同的时间段播出专门报道当地时事的节目：西班牙国家广播电台、La Fresca FM、塞维利亚广播电台Cadena Ser、Onda Zero、Cope、Point Radio和Canal Sur Radio、Los40。在FM中，可以收听主要是音乐和其他专门体育或经济信息的特定广播电台。

#### 电视
随着地面数字电视（TDT）的投入运营，塞维利亚人可以访问的电视频道数量成倍增加，既有普通频道，也有主题频道，既有免费频道，也有付费频道。在地方一级，希拉尔达电视台一直播出到2013年。直到2018年，它一直在播放安达卢西亚邮件的电视节日。目前，它在当地播放7台电视。

#### 互联网
越来越多地使用可以上网的技术设备、城市正在建立的免费WiFi区域以及互联网提供的访问新闻、广播和电视等各种媒体的可能性，彻底改变了人们今天获取一般和专业信息的方式。在地方一级，值得注意的是市议会的网站，该网站向公民提供影响塞维利亚人的最重要的机构信息，以及当地报纸的在线版本。

## 大众文化中的塞维利亚

### 歌剧
塞维利亚自古以来，特别是在浪漫主义时期，就唤醒了欧洲艺术家的灵感，他们认为塞维利亚是一个风景如画、美丽的地方。经过最新的研究，共有153部以这座城市为背景的歌剧，如莫札特的《费加罗的婚礼》、《唐·乔望尼》、罗西尼的《塞维利亚的理发师》、威尔第的《命运之力》以及比才的《卡门》（改编自梅里美的同名小说）。

### 文学
路易斯·韦莱斯·德·格瓦拉（Luis Velez de Guevara）对这座城市说：“这个西班牙开罗，这个西班牙巴比伦，这个阿尔梅纳斯军队，这个房屋丑闻……”。同一作者在他的著名作品《魔鬼之球》（1641年）中，通过唐·克莱奥法斯（Don Cleofas）的口说：“他们说塞维利亚是一个如此混乱的地方，如果我们愿意，他们不会发现我们所有的雪貂都有路西法和巴力西卜。”。
唐璜·特诺里奥（Don Juan Tenorio）是何塞·索里利亚（Jose Zorrilla）创作的同名作品的主角，受到塞维利亚嘲弄者蒂尔索·德·莫利纳（Tirso de Molina）之前作品《塞维利亚嘲弄者和石头客人》，他已成为西方文化中活泼和肆无忌惮的人的原型。
塞维利亚也是丹·布朗的《数字城堡》中的场景之一。据作者所说，他在塞维利亚大学上一门艺术史课的时候开始设想创作《达芬奇密码》。

### 电影
- 在塞维利亚拍摄的第一部影片可以追溯到1898年，当时卢米埃兄弟的一个团队制作了一部短片，展示了复活节游行和斗牛。
- 《阿拉伯的劳伦斯》中的许多场景，特别是室内场景，都是在西班牙广场、阿方索十三世酒店、展览赌场、考古博物馆（美洲广场）和彼拉多官邸拍摄的
- 《不列颠之战》部分拍摄在塔布拉达军事机场的土地上进行。
- 肖恩·康纳利和坎迪斯·伯根主演的电影《风与狮子（英语：The Wind and the Lion）》（1975年），除了以前的一些地点外，还使用了玛丽亚·路易莎公园。
- 里德利·斯科特（Ridley Scott）的《征服天堂》（1992年），有在王宫（Real Alcazar）拍摄的场景。

## 友好城市
| - 錫格納希（1999） - 法國 昂热（2000） - 菲律賓 巴莱尔, 菲律宾 - 玻利维亚 塔里哈 - 西班牙 巴塞罗那 - 阿根廷 布宜諾斯艾利斯 - 美国 哥伦布 | - 墨西哥 瓜达拉哈拉 - 古巴 哈瓦那 - 美国 堪薩斯城 - 摩洛哥 拉巴特 - 西撒哈拉 提法里提 - 越南 胡志明市(2009) - 委內瑞拉 卡拉卡斯(2012) |